# الحقبة الحديثة المبكرة
أتت الفترة الحديثة المبكرة من العصر الحديث بعد أواخر العصور الوسطى من حقبة ما بعد الكلاسيكية (1400 - 1500)، حتى بداية عصر الثورات (حوالي 1800). على الرغم من أن الحدود الزمنية لهذه الفترة كانت مثار جدل، إلا أن المؤرخين حددوا الإطار الزمني لهذا العصر مع فتح القسطنطينية من قبل الدولة العثمانية سنة 1453 م، وعصر النهضة في أوروبا وآسيا الوسطى التيمورية والفتوحات الإسلامية في شبه القارة الهندية، وانتهاء فترة الحروب الصليبية، وعصر الاستكشاف (خاصة رحلات كريستوفر كولومبوس التي بدأت في 1492 وأيضًا اكتشاف فاسكو دا جاما للطريق البحري إلى الهند سنة 1498)، وانتهت في زمن الثورة الفرنسية في 1789 وصعود نابليون إلى السلطة.
ومن وجهة نظر عالمية، تُعد العولمة أهم سمة من سمات العصر الحديث المبكر؛ حيث شهدت هذه الفترة اكتشاف الأمريكيتين واستعمارهما، فبدأت حلقة من الاتصالات بين أجزاء من العالم كانت معزولة عن بعضها البعض في السابق. وبدأت سلسلة من التجارة الدولية بين القوى التاريخية. وبالتالي شهد كل من العالم القديم والعالم الجديد هذا النوع من التبادل التجاري العالمي للبضائع والسلع والحيوانات والمحاصيل الغذائية. كما لا يمكن إنكار ما قام به التبادل الكولومبي من دورٍ فعال. وظهرت اقتصادات ومؤسسات جديدة وأصبحت أكثر تطوراً وتم توضيحها على الصعيد العالمي على مدار هذه الفترة. تضمنت الفترة الحديثة المبكرة أيضًا صعود هيمنة المذهب التجاري كنظرية اقتصادية. تشمل الاتجاهات البارزة الأخرى في هذه الفترة تطوير العلوم التجريبية، والتقدم التكنولوجي السريع المتزايد والسياسة المدنية العلمانية والسفر المتسارع بسبب التحسينات في رسم الخرائط وتصميم السفن وظهور الدول القومية.
تُمثل اتجاهات العصر الحديث المبكر في العديد من بقاع العالم تحولاً ومنعطفًا بعيدًا عن الأساليب التي اتخذتها العصور الوسطى في إدارة المؤسسات سواءً كانت سياسية وفي بعض الأحيان اقتصادية. وقد شهدت أوروبا في تلك الفترة بداية تراجع وتفكك النظام الإقطاعي بالإضافة إلى ظهور حركة الإصلاح، واندلاع الحرب الكارثية المعروفة باسم حرب الثلاثين عامًا، كما شهدت أيضًا ظهور الثورة التجارية، وبداية الاستعمار الأوروبي للأمريكتين، والعصر الذهبي للقرصنة. يُعد عهد حكم أسرة مينغ للصين الذي كان في بداية الفترة الأولى المبكرة من العصر الحديث «واحدًا من أعظم العصور التي تمتعت آنذاك بحكومة فعالة مُنظمة واستقرار اجتماعي في تاريخ البشرية». كما ازدهر الاقتصاد في عهد مينغ مع بداية القرن السادس عشر، حيث حرص على تنشيط حركة التجارة وتحفيزها خاصًة مع البرتغاليين والإسبانيين والهولنديين. خلال فترة حكم آزوتي-موموياما، شهدت اليابان بداية ظهور ما يُسمى بالتجارة البربرية الجنوبية بعد وصول أول بعثة استكشافية من العلماء الأوروبيين البرتغاليين.

خريطة للعالم رسمها باولو باتريني في بداية القرن الثامن عشر

## نظرة عامة

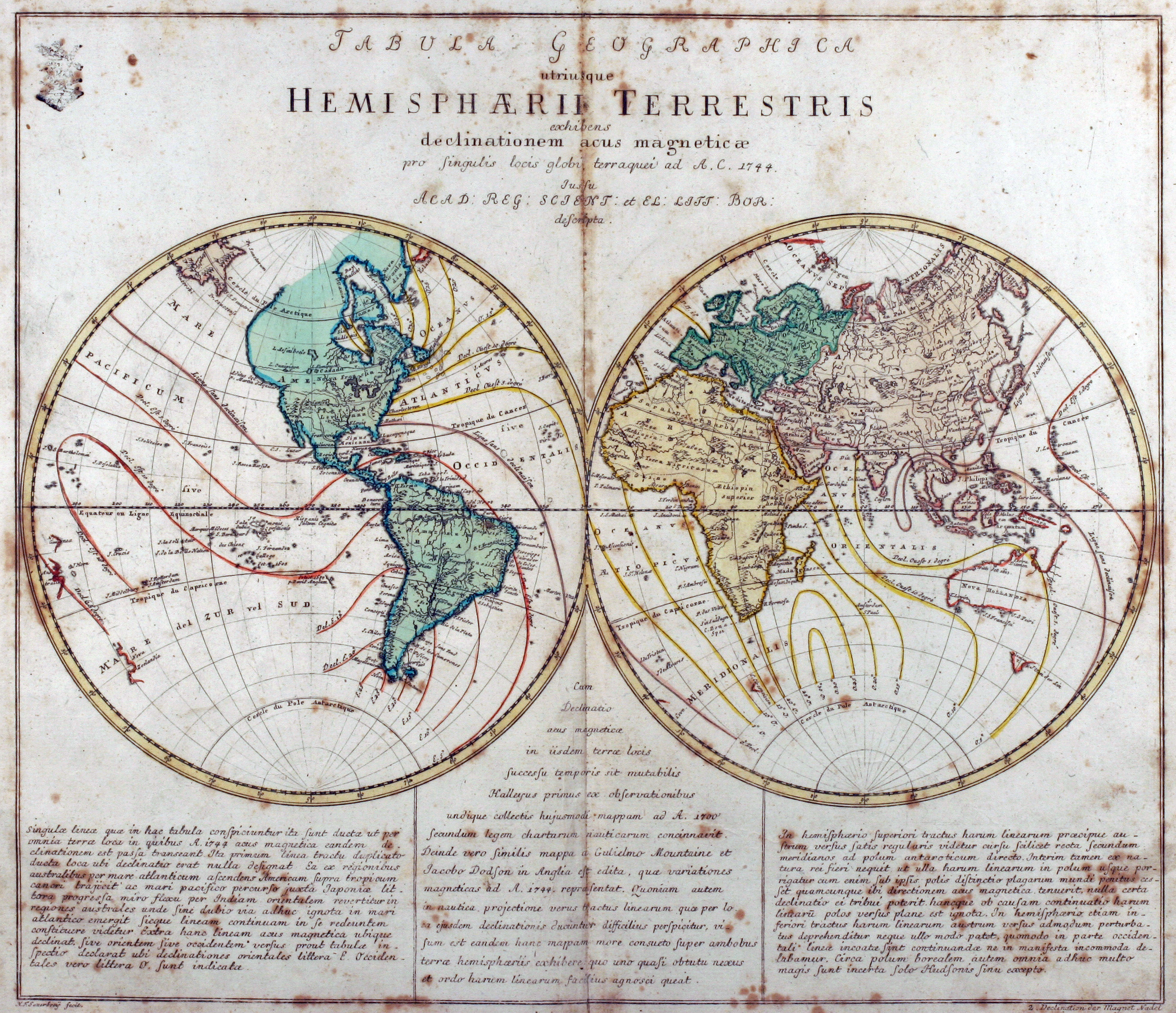
خريطة العالم المرسومة (وفيها خطوط الانحراف المغناطيسي) بريشة ليونهارت أويلر من أطلس مدرسته «الأطلس الجغرافي الذي يحتوي على خريطة 44 دولة» نُشر لأول مرة سنة 1753 في برلين.

في بداية الحقبة الحديثة المبكرة بدأت المذاهب في مناطق مختلفة من العالم بالتوجه بعيدًا عن أنماط العصور الوسطى في التنظيم السياسي والاقتصادي. فتراجع الإقطاع في أوروبا وشهد المسيحيون والمسيحية نهاية الحروب الصليبية وانتهاء الوحدة الدينية تحت ظل الكنيسة الرومانية الكاثوليكية. فتزعزع النظام القديم بسبب الإصلاح البروتستانتي، الذي تسبب في ردة فعل عنيفة أفضت نحو توسيع محاكم التفتيش وإشعال شرارة الحروب الدينية الأوروبية الكارثية، وبالخصوص حرب الثلاثين عاما الدامية وانتهت بتأسيس النظام الدولي الحديث في صلح وستفاليا. إلى جانب الاستعمار الأوروبي للأمريكتين، ضمت تلك الفترة أيضًا الثورة التجارية والعصر الذهبي للقراصنة. يمكن رؤية عولمة هذه الفترة في دول المدن الإيطالية الشمالية في العصور الوسطى، والجمهوريات البحرية وبالذات جنوة والبندقية وميلانو في الغرب. ووصلت روسيا إلى ساحل المحيط الهادئ في 1647 وعززت سيطرتها على الشرق الأقصى الروسي في القرن التاسع عشر. حدث التحول الكبير عندما تفوقت أوروبا الغربية على الصين في التكنولوجيا وثروة الفرد.
وبدأ عصر الثورات بالبزوغ، بدءًا من ثورات أمريكا وفرنسا، وجرت تغييرات سياسية جزئية في بلدان أخرى نتيجة لاضطرابات الحروب النابليونية وتأثيرها على الفكر والتفكير من مفاهيم من القومية إلى تنظيم الجيوش. انتهت الفترة المبكرة في زمن التغيير السياسي والاقتصادي نتيجة للميكنة في المجتمع والثورة الأمريكية والثورة الفرنسية الأولى؛ تضمنت العوامل الأخرى إعادة رسم خريطة أوروبا بالوثيقة الختامية لمؤتمر فيينا والسلام الذي أسسته معاهدة باريس الثانية التي أنهت الحروب النابليونية.

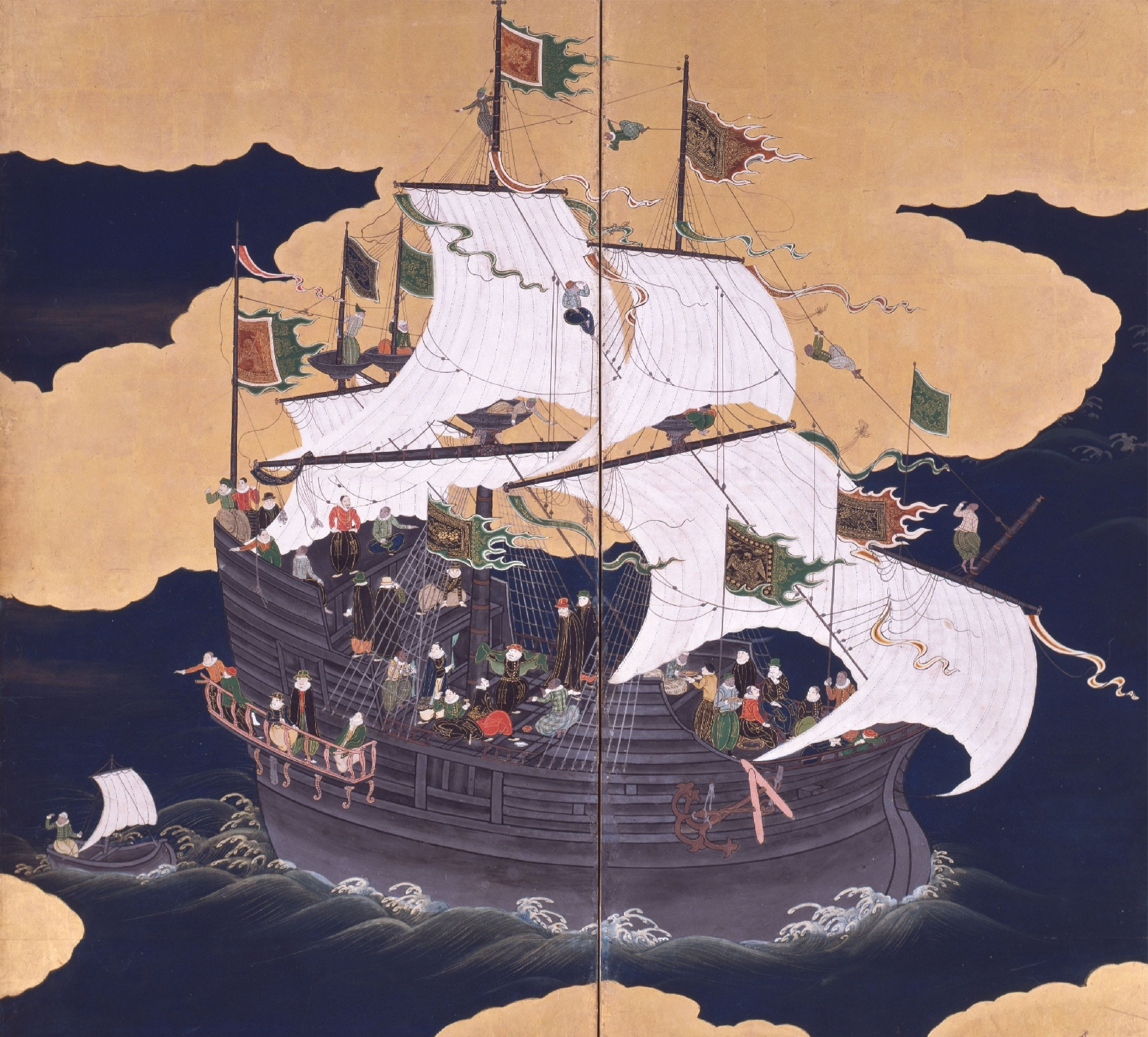
تصوير ياباني لكراك برتغالي تجاري. فالتقدم في التكنولوجيا ساهم ببناء سفن في حقبة العصور الوسطى المتأخرة مهدت الطريق للوجود الأوروبي العالمي المميز في الفترة الحديثة المبكرة.

في الأمريكتين بنت شعوب ما قبل كولومبوس حضارة كبيرة ومتنوعة مثل إمبراطورية الأزتك وحضارة الإنكا وحضارة المايا ومدنها والمويسكا. بدأ الاستعمار الأوروبي للأمريكتين في الفترة الحديثة المبكرة، وكذلك إنشاء مراكز تجارية أوروبية في آسيا وأفريقيا، مما ساهم في انتشار المسيحية حول العالم. أدى ظهور التواصل الثابت بين الأجزاء المعزولة سابقًا من العالم، بالذات التبادل الكولومبي الذي ربط العالم القديم بالعالم الجديد إلى تغيير البيئة البشرية بشكل كبير. والجدير بالذكر أن تجارة العبيد عبر الأطلسي واستعمار الأمريكيين الأصليين بدأت خلال هذه الفترة. وبدأت الدولة العثمانية بفتح جنوب شرق أوروبا وأجزاء من غرب آسيا وشمال إفريقيا.
في العالم الإسلامي بعد سقوط النهضة التيمورية برزت قوى أخرى مثل العثمانيون والصوريون والدولة الصفوية ومغول الهند (ثلاثة منها تُعرف باسم ممالك البارود للتكنولوجيا العسكرية التي مكنتها). ووصلت العمارة والثقافة والفن المغولي في شبه القارة الهندية إلى الذروة، بينما يُعتقد أن المملكة ذاتها لديها أكبر اقتصاد في العالم، أكبر من أوروبا الغربية كلها، وبقيمة 25٪ من الناتج المحلي الإجمالي العالمي، مما يشير إلى فترة التصنيع الأولي.
سيطرت سلالات صينية مختلفة وشوغونات يابانية على مجال شرق آسيا. يُشار في اليابان إلى فترة إيدو من 1600 إلى 1868 باسم الفترة الحديثة المبكرة. وفي كوريا يُعتقد أن الفترة الحديثة المبكرة قد استمرت من صعود مملكة جوسون إلى تنصيب الملك غوجونغ. وفي القرن السادس عشر تم تحفيز الاقتصادات الآسيوية في ظل سلالة منغ ومغول البنغال من خلال التجارة مع البرتغاليين والإسبان والهولنديين، بينما انخرطت اليابان في تجارة نانبان بعد وصول البرتغالي الأوروبي الأول خلال فترة أزوتشي-موموياما.
في تلك الأثناء في جنوب شرق آسيا شهدت إمبراطورية تونغو إلى جانب مع أيوثايا عصرًا ذهبيًا وحكمت مع أمراء نغوين وترينه أجزاءًا كبيرة من البر الرئيسي لجنوب شرق آسيا مما يعرف حاليا بفيتنام، في حين كانت سلطنة ماتارام هي القوة المهيمنة في منطقة جنوب شرق آسيا البحرية حيث توسعت داخل المنطقة. شهدت الفترة الحديثة المبكرة تدفق التجار والمبشرين الأوروبيين إلى المنطقة.

## الأحداث المهمة
اشتمل العصر الحديث الحقبة التي تسمى «الحقبة الحديثة المبكرة»، والتي استمرت من حوالي 1450 إلى حوالي 1800 (1815 على الأغلب). ومن السمات المميزة للحقبة الحديثة المبكرة مايلي:
- قيام الدولة العثمانية.
- الإصلاح البروتستانتي والإصلاح المضاد.
- فترتي سينغوكو وساكوكو.
- اكتمال سقوط الأندلس.
- عصر الاستكشاف.
- تأثير سياسة المغول وثقافتهم على الهند.
- انتشار الإسلام في إندونيسيا.
- التبادل الكولومبي والاستعمار الأوروبي للأمريكيتين.
- تجارة العبيد عبر الأطلسي.
- نشوء الاتجارية والرأسمالية.
- العصر الذهبي للقراصنة.
- حقبة الركود للدولة العثمانية.
- العصر الذهبي لسلالة تشينغ [الإنجليزية]

تتضمن الأحداث المهمة في الحقبة الحديثة المبكرة ما يلي:
- انتشار استعمال آلات الطباعة (قرابة 1440).
- استقلال وتأثير سلطنة الدكن (1490–1687).[ا]
- الحروب العثمانية الصفوية (1519–1823).
- حرب الثلاثين عاما (1618–1648) وصلح وستفاليا (1648) في أوروبا.
- الانتقال من حكم مينغ إلى حكم تشينغ (1618–1683).
- الحرب الأهلية الإنجليزية (1642-1651) والثورة المجيدة (1688–1689) ونشأة اتحاد بريطانيا العظمى (1707).
- حروب ماراثا ومغول الهند (1680–1707).
- حرب السنوات السبع (1756–1763) في أوروبا وأمريكا الشمالية.
- تطوير محرك واط البخاري (1763-1775).
- حرب الاستقلال الأمريكية من الإمبراطورية البريطانية (1775–1783).
- الثورة الفرنسية (1789–1799) والحروب النابليونية في أوروبا (1803–1815).
- مؤتمر فيينا في نهاية الحروب النابليونية.
- حروب استقلال أمريكا الإسبانية (في بداية القرن التاسع عشر).

## شرق آسيا
حاولت الدول الكبرى في شرق آسيا في العصور الحديثة المبكرة اتباع مسار الانعزالية من العالم الخارجي، ولكن تلك السياسة لم تنجح بالتطبيق الدائم والموحد. ولكن في أواخر الحقبة الحديثة المبكرة كانت الصين وكوريا واليابان مغلقة في الغالب، وغير مهتمة بالحضور الأوروبي، حتى في الوقت الذي نمت فيه العلاقات التجارية في مدن الموانئ مثل قوانغتشو ودييما.

### السلالات الصينية
في بداية عهد أسرة هان مينغ (1368–1644)، كانت الصين رائدة العالم في الرياضيات والعلوم. ومع ذلك سرعان ما أدركت أوروبا الإنجازات العلمية والرياضية للصين وتجاوزتها. تكهن العديد من العلماء حول السبب وراء تأخر الصين في التقدم. وذكر المؤرخ كولن رونان أنه على الرغم من عدم وجود إجابة واحدة محددة، إلا أن هناك صلة بين إلحاح الصين للاكتشافات الجديدة كونها أضعف من أوروبا، وعدم استطاعة الصين من الاستفادة من مزاياها الأولى. يعتقد رونان أن البيروقراطية والتقاليد الكونفوشيوسية في الصين أدت إلى عدم وجود ثورة علمية في الصين، مما أدى إلى وجود عدد قليل من العلماء في الصين يمكنهم كسر المعتقدات التقليدية القائمة مثل جاليليو جاليلي. على الرغم من اختراع البارود في القرن التاسع، إلا أن أوروبا اخترعت الأسلحة النارية الكلاسيكية المحمولة باليد وفتيلة السلاح [الإنجليزية] مع أدلة على استخدامها في حوالي عقد 1480. فاستخدمت الصين فتيلة السلاح سنة 1540، بعد أن أحضر البرتغاليون سلاحهم إلى اليابان في بداية ذلك القرن. أنشأت الصين خلال عهد أسرة مينج مكتبًا للحفاظ على التقويم الخاص بها. كان المكتب ضروريًا لأن التقويمات كانت مرتبطة بالظواهر السماوية والتي تحتاج إلى مراقبة دورية لأن اثني عشر شهرًا قمريًا بها 344 أو 355 يومًا، لذلك يجب إضافة أشهر كبيسة عرضية من أجل الحفاظ على 365 يومًا في السنة.

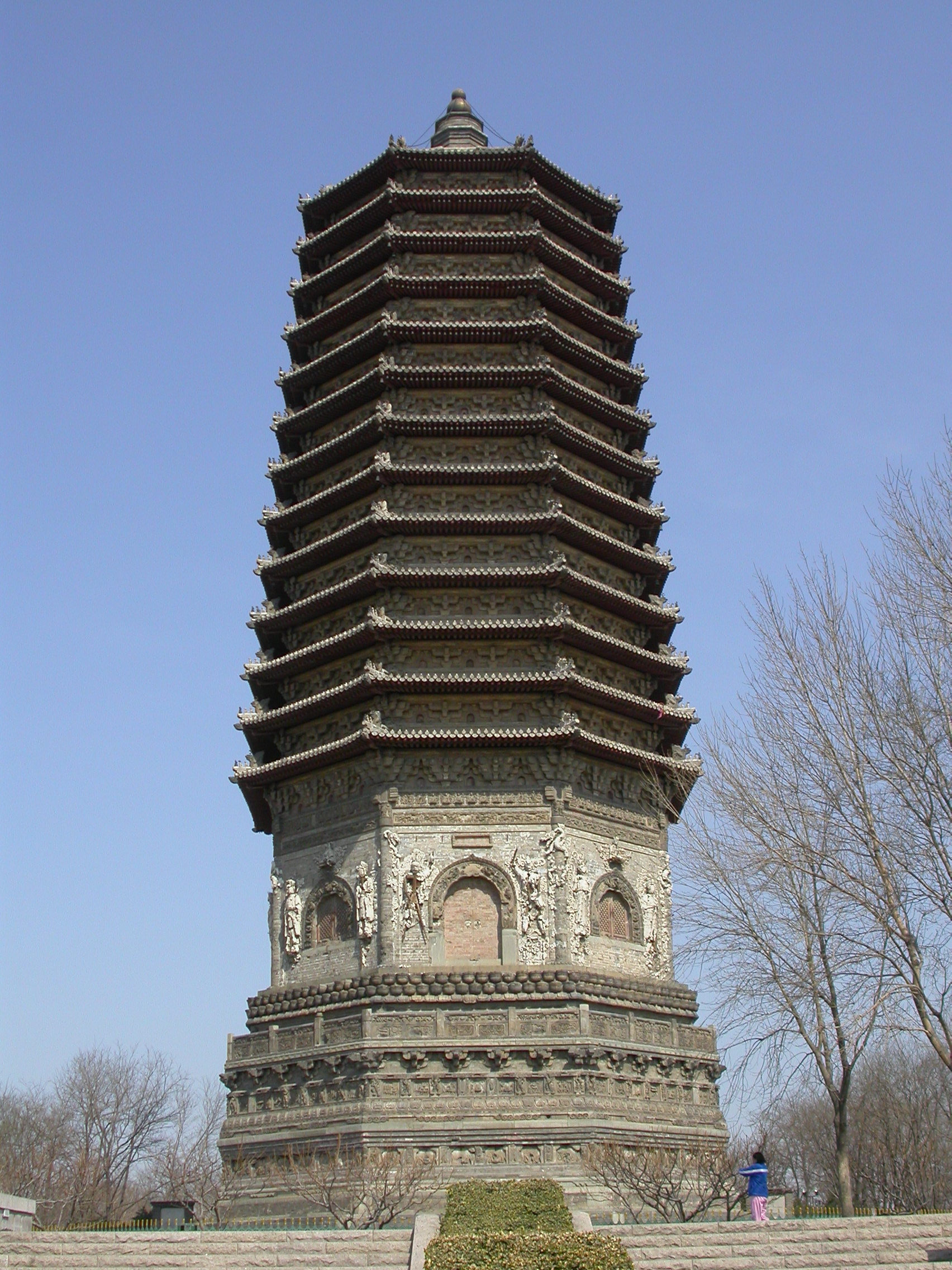
معبد باغودا سيشو الذي بني سنة 1576: اعتقد الصينيون أن بناء الباغودات في مواقع معينة وفقًا لمبادئ الجيومانتس يؤدي إلى أحداث ميمونة؛ كان التمويل التجاري لمثل هذه المشاريع مطلوبًا في أواخر فترة مينغ.

في بداية عهد أسرة مينج، زاد التحضر مع نمو السكان وزيادة تعقيد تقسيم العمل. كما ساهمت المراكز الحضرية الكبيرة مثل نانجينغ وبكين في نمو الصناعة الخاصة. كما نشأت الصناعات الصغيرة، والتي غالبًا ما تخصصت في منتجات الورق والحرير والقطن والخزف. لكن في الغالب انتشرت المراكز الحضرية الصغيرة نسبيًا مع أسواقها في جميع أنحاء البلاد. كانت أسواق المدن تتاجر بالأغذية بشكل أساسي، مع بعض المصنوعات الضرورية مثل الدبابيس والزيت. وفي القرن السادس عشر ازدهرت سلالة مينغ في تجارتها البحرية مع الإمبراطوريات البرتغالية والإسبانية والهولندية. جلبت التجارة كميات هائلة من الفضة، والتي كانت الصين في أمس الحاجة إليها. قبل التجارة العالمية للصين كان اقتصادها يعتمد على النقود الورقية. وقد عانى نظام النقود الورقية في الصين من أزمة في القرن الرابع عشر، ثم انهارت في منتصف القرن الخامس عشر. ساعدت واردات الفضة في ملء الفراغ الذي خلفه نظام النقود الورقية المضروب، مما ساعد في تفسير سبب ارتفاع قيمة الفضة في الصين إلى ضعف قيمة الفضة في إسبانيا نهاية القرن السادس عشر.

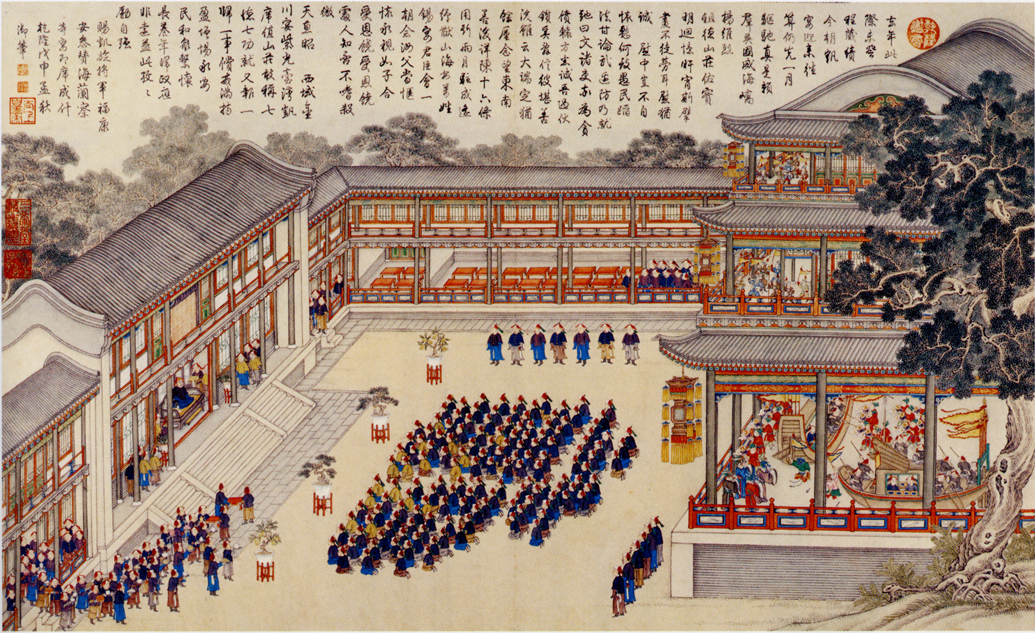
لوحة تصور الصينيين في تشينغ وهم يحتفلون بالنصر على مملكة تونغنينغ في تايوان. كان هذا العمل تعاونًا بين الرسامين الصينيين والأوروبيين.

أصبحت الصين في أواخر حكم سلالة مينغ منعزلة، وحظرت بناء السفن البحرية التي تسير في المحيطات. على الرغم من سياسة الانعزالية إلا أن اقتصادها لايزال يعاني من التضخم بسبب وفرة الفضة الإسبانية من العالم الجديد الداخل في اقتصادها من خلال المستعمرات الأوروبية الجديدة مثل ماكاو. تعرضت الصين المينغ لمزيد من التوترات بسبب الحروب المنتصرة والمكلفة لحماية كوريا من الغزو الياباني. كما أضر الكساد التجاري الأوروبي في عقد 1620 بالاقتصاد الصيني، الذي انحدر إلى درجة قطع فيها جميع شركاء الصين التجاريين العلاقات معها: قام فيليب الرابع بتقييد شحنات الصادرات من أكابولكو، وقطع اليابانيون جميع التجارة مع ماكاو، وقطع الهولنديون الاتصالات بين غوا وماكاو.
وقد تفاقم هذا الضرر الذي لحق بالاقتصاد بسبب التأثيرات على الزراعة في العصر الجليدي الصغير والكوارث الطبيعية وانهيار المحاصيل والأوبئة المفاجئة. وبالتالي سقطت السلطة، فتوجه الشعب لطلب الرزق إلى القادة المتمردين مثل لي زيتشنج الذين نافسوا حكم مينغ.
سقطت سلالة مينغ سنة 1644 فانتقل الحكم إلى سلالة تشينغ المانشو، والتي كانت آخر سلالة حاكمة في الصين. فحكمت الأسرة من 1644 إلى 1912 مع استعادة وجيزة فاشلة في 1917. وخلال فترة حكمها تبنت أسرة تشينغ العديد من السمات الخارجية للثقافة الصينية في تأسيس حكمها، ولكنها لم تستوعبها بالكامل، وبدلاً من ذلك تبنت المزيد أسلوب عالمي للحكم. وقد عُرف المانشو بالسابق باسم جورشن. وعندما استولى الفلاحين المتمردين بقيادة لي زيتشنغ على بكين في 1644 انتحر الإمبراطور جونغجين آخر إمبراطور لمينغ. ثم تحالف المانشو مع جنرال مينغ السابق وو سنغوي وسيطروا على بكين، التي أصبحت العاصمة الجديدة لسلالة تشينغ. تبنى المانشو القواعد الكونفوشيوسية للحكومة الصينية التقليدية في حكمهم للصين. وذكر شوببا محرر دليل كولومبيا للتاريخ الصيني الحديث،
«إن تاريخ حوالي عام 1780 كبداية للصين الحديثة هو أقرب إلى ما نعرفه اليوم باسم الواقع التاريخي. كما أنه يتيح لنا الحصول على أساس أفضل لفهم الانحدار السريع للنظام السياسي الصيني في القرنين التاسع عشر والعشرين.»

### الشوغونات اليابانية

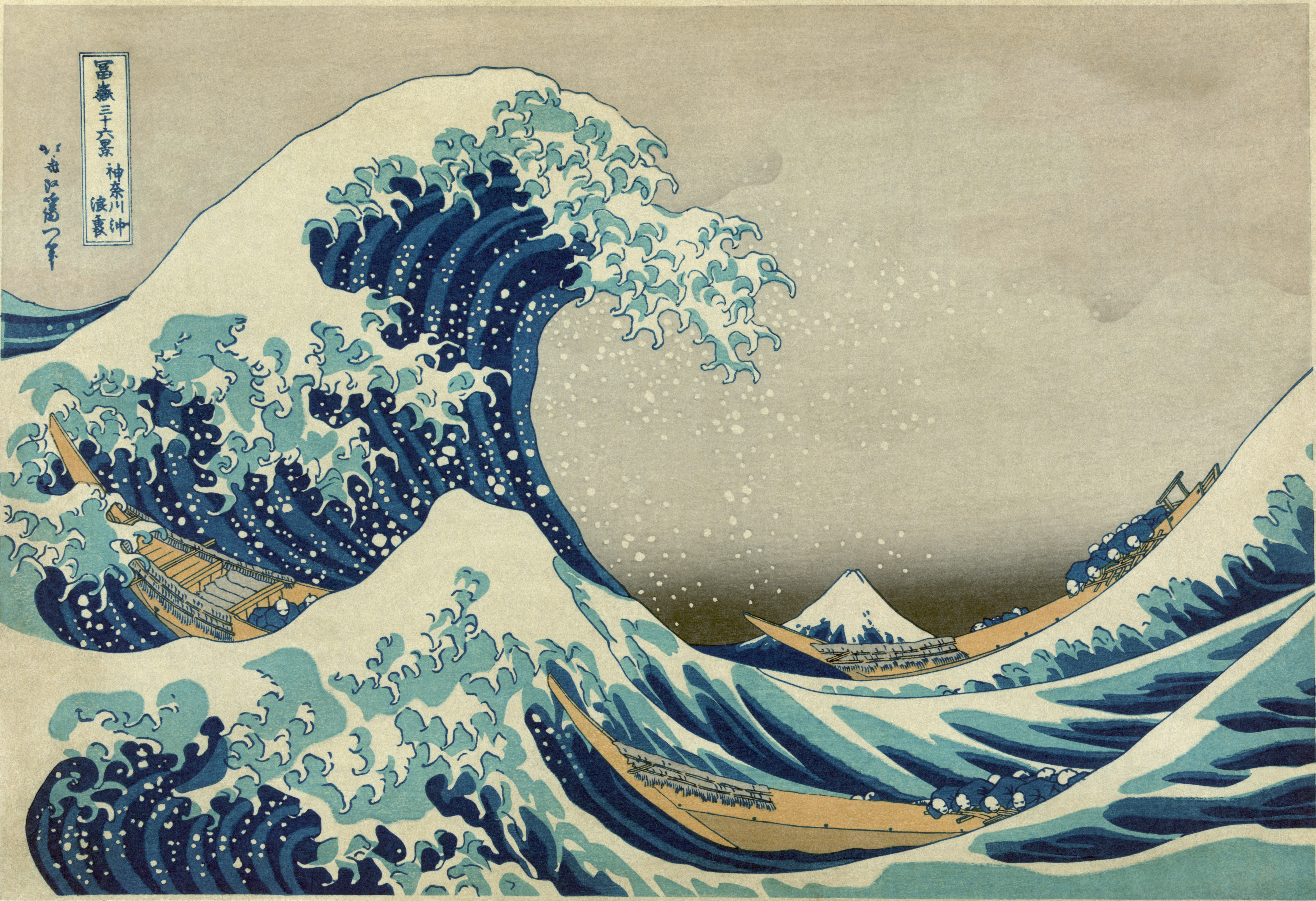
الموجة الكبيرة في كاناغاوا حوالي 1830، لوحة لهوكوساي، مثال على ازدهار الفن في فترة إيدو.

تألفت فترة سينغوكو التي بدأت حوالي 1467 واستمرت قرابة قرن من عدة دول متحاربة باستمرار.
بعد الاتصال بالبرتغاليين في جزيرة تانيغاشيما سنة 1543، استلهم اليابانيون العديد من التقنيات وممارسات زوارهم الثقافية، سواء في المجال العسكري (قربينة والدروع على الطراز الأوروبي والسفن الأوروبية) أو الديني (المسيحية) والفن الزخرفي. واللغة (التكامل مع اللغة اليابانية من المفردات الغربية) والطهي: قدم البرتغاليون التيمبورا والسكر المكرر.
أعاد أودا نوبوناغا وتويوتومي هيديوشي تكوين الحكم المركزي خلال فترة أزوتشي موموياما. على الرغم من أن تاريخ البدء في 1573 كان هو الغالب، إلا أن الفترة بدات مع دخول أودا نوبوناغا بجيشه إلى عاصمة المملكة كيوتو في سنة 1568 من أجل تثبيت أشيكاغا يوشياكي باعتباره الخامس عشر وآخر شوغون لشوغونات أشيكاغا [الإنجليزية]، واستمر حتى وصول توكوغاوا إياسو إلى السلطة بعد انتصاره على عشيرة تويوتومي في معركة سيكيغاهارا سنة 1600. فحصل توكوغاوا على لقب شوغون في 1603 ليأسس شوغونية توكوغاوا.
ميزت فترة إيدو من 1600 إلى 1868 اليابان الحديثة المبكرة. فنظام شوغونية توكوغاوا كان إقطاعيًا أسسه توكوغاوا إياسو. حصلت تلك الفترة على اسمها من العاصمة إيدو، وتسمى الآن طوكيو. حكم شوغونية توكوغاوا من قلعة إيدو من 1603 حتى 1868، عندما ألغيت خلال فترة ترميم ميجي في أواخر فترة إيدو (غالبًا ما يُطلق عليها اسم شوغونية توكوغاوا المتأخرة).
كان المجتمع في فترة توكوغاوا اليابانية (مجتمع إيدو [الإنجليزية]) على عكس الشوغونات من قبله، قائمًا على التسلسل الهرمي الطبقي الصارم الذي أنشأه في الأصل تويوتومي هيده-يوشي. كان داي-ميو (اللوردات الإقطاعيين) في القمة، يليهم طبقة المحاربين من الساموراي، ثم دور المزارعين والحرفيين والتجار أدناه. كانت الدولة مغلقة بشكل صارم للأجانب مع استثناءات قليلة مع سياسة ساكوكو. ارتفعت معدلات معرفة القراءة والكتابة بين الشعب الياباني في قرنين من العزلة.
في بعض أجزاء البلاد ولا سيما المناطق الأصغر، كان الإقطاعيين داي-ميو والساموراي متطابقين إلى حد ما، حيث قد يتم تدريب الأقوياء على أنهم ساموراي، وقد يتصرف الساموراي بصفتهم أمراء محليين. وبخلاف ذلك فإن الطبيعة غير المرنة إلى حد كبير لنظام التقسيم الطبقي الاجتماعي هذا قد أطلقت العنان لقوى تخريبية مع مرور الوقت. تم تحديد الضرائب على الفلاحين بمبالغ ثابتة لم تأخذ في الاعتبار التضخم أو التغيرات الأخرى في القيمة النقدية. نتيجة لذلك كانت عائدات الضرائب التي جمعها ملاك أراضي الساموراي أقل قيمة بمرور الوقت. أدى هذا في كثير من الأحيان إلى العديد من المواجهات بين الساموراي النبلاء والفقراء والفلاحين الميسورين. ومع ذلك لم يثبت أي منها أنه مقنع بما يكفي للطعن بجدية في النظام القائم حتى وصول القوى الأجنبية.

### السلالة الكورية
في 1392 أسس الجنرال يي سيونغ جي سلالة جوسون (1392-1910) بانقلاب غير دموي. ثم نقل عاصمة كوريا إلى موقع سول اليوم. تأثرت الأسرة الحاكمة بشدة بالكونفوشيوسية، والتي لعبت أيضًا دورًا كبيرًا في تشكيل الهوية الثقافية الكورية القوية. كان الملك سيجونغ الكبير (1418-1450) أحد الملكين الوحيدين في تاريخ كوريا اللذان حصلا على لقب عظيم في ألقابهما بعد وفاته، وقد استعاد الأراضي الكورية في الشمال وأسس الأبجدية الكورية.
تعرضت كوريا في نهاية القرن السادس عشر مرتين لغزو ياباني، الأولى في 1592 ومرة أخرى في 1597. إلا أن اليابان فشلت في كلتا الحالتين بسبب الأدميرال إي سن شن عبقري البحرية الكوري الموقر، الذي قاد بحريته باستخدام سفن متطورة مغطاة بالمعادن تسمى سفن السلاحف. وبما أن السفن كانت مسلحة بالمدافع فقد تمكن الأدميرال يي من تدمير الأساطيل الغازية اليابانية، مما أدى إلى تدمير مئات السفن في الغزو الياباني الثاني. وفي القرن السابع عشر تعرضت كوريا للغزو مرة أخرى، هذه المرة من المنشوريين، الذين سيطروا لاحقًا على الصين باسم أسرة تشينغ. ففي سنة 1637 أُجبر الملك إنجو على الاستسلام لقوات تشينغ، وأمر بإرسال أميرات ليكن محظيات إلى الأمير دورغون.
بعد غزوات منشوريا، تمتعت جوسون بما يقرب من 200 عام من السلام. ومع ذلك مهما كانت القوة التي استعادتها المملكة خلال عزلتها، فقد تضاءلت أكثر مع اقتراب القرن الثامن عشر من نهايته، وواجهت كوريا صراعًا داخليًا وصراعات على السلطة وضغطًا دوليًا وتمردات في الداخل. فتضعضعت سلالة جوسون بسرعة في أواخر القرن التاسع عشر

## جنوب آسيا

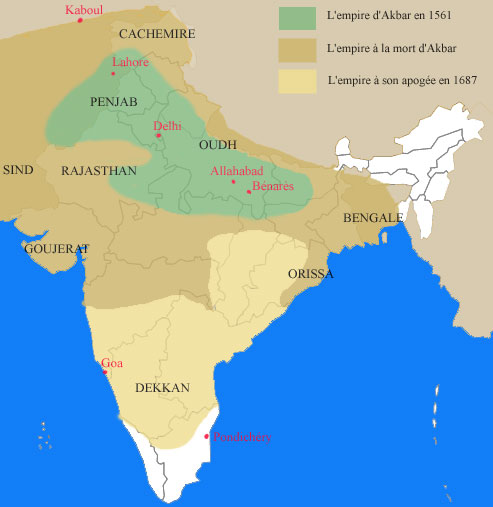
خريطة سلطنة مغول الهند

### الممالك والسلطنات الهندية

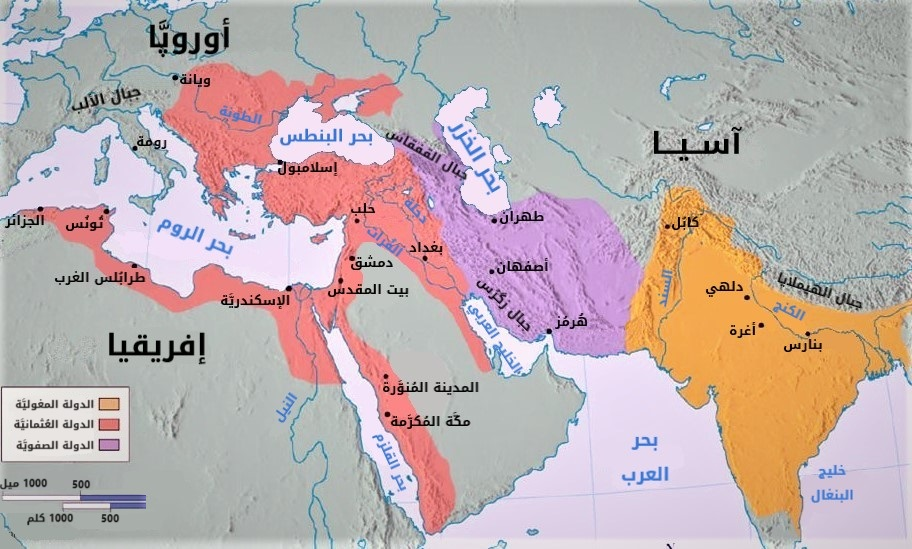
خريطة لممالك البارود، وسلطنة مغول الهند هي باللون البرتقالي.

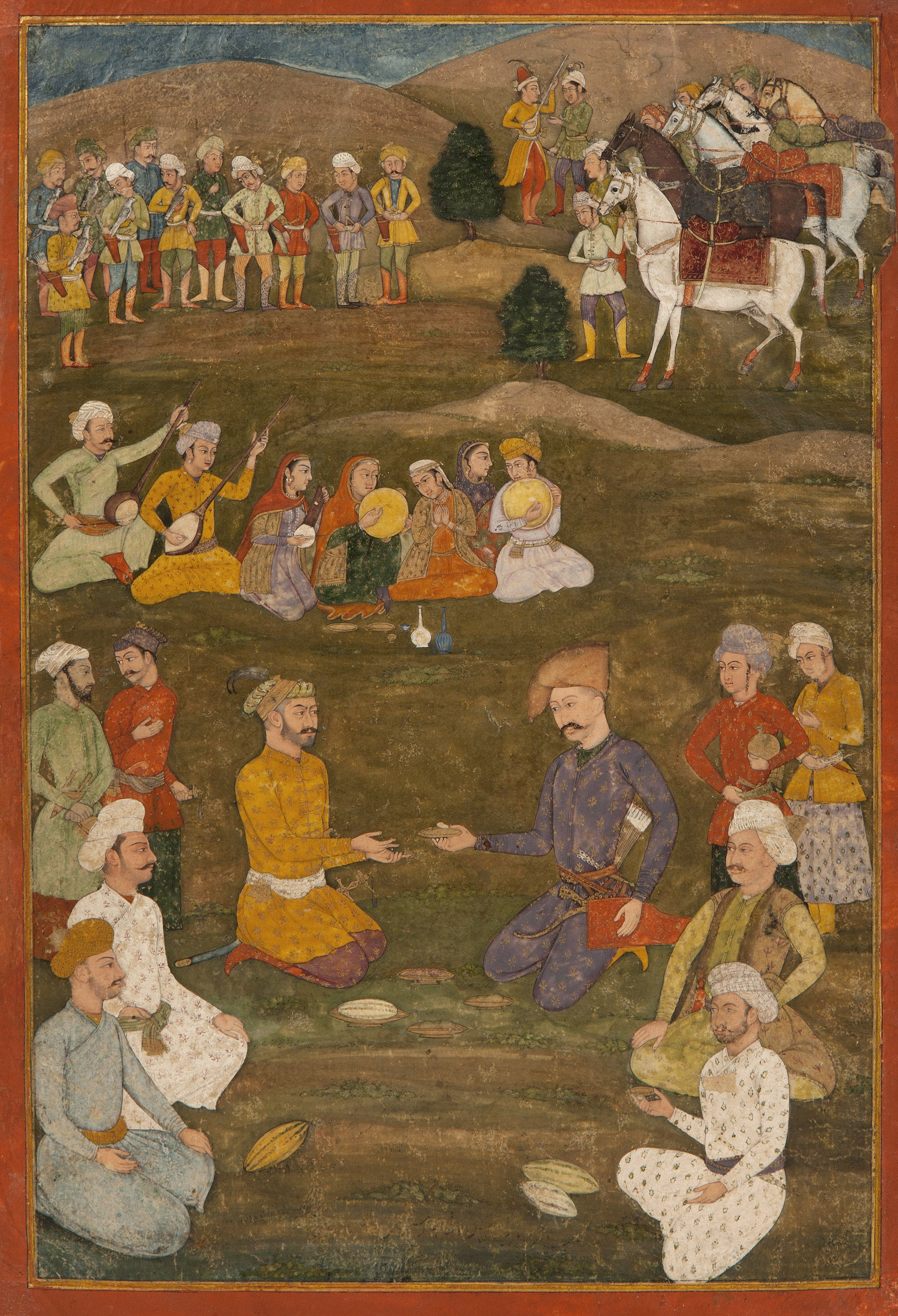
سفير مغول الهند خان علام في 1618 م يتفاوض مع شاه عباس الكبير في الصفوي.

في شبه القارة الهندية حكمت سلالة لودي التي أسسها بهلول اللودهي سلطنة دلهي في إحدى مراحلها. واستمرت بالحكم من 1451 إلى 1526، حتى هزمهم بابر وقتل إبراهيم لودي آخر حكام الأسرة في معركة بانيبات الأولى. كانت إمبراطورية فيجاياناغارا متمركزة في هضبة الدكن، لكن قوتها تضاءلت بعد هزيمة عسكرية كبرى سنة 1565 على يد سلطنات الدكن. سميت الإمبراطورية على اسم عاصمتها فيجاياناجارا.
يرجع تاريخ نشوء سلطنة المغول إلى 1526، مع نهاية العصور الوسطى. كانت قوة إمبريالية إسلامية فارسية حكمت معظم مناطق شبه القارة الهندية المسماة «هندستان» في الفترة من أواخر القرن السابع عشر حتى أوائل القرن الثامن عشر. فسيطرت على جنوب وجنوب غرب آسيا، ما جعلها أكبر قوة اقتصادية وصناعية بالعالم، وبناتج محلي إجمالي اسمي يعادل ربع الناتج المحلي الإجمالي العالمي، متفوقًا على مجموع الناتج المحلي الإجمالي لأوروبا. انتهت «الحقبة الكلاسيكية» لتلك الدولة بموت السلطان أورانك زيب، وإن استمر حكم الأسرة مئة وخمسين سنة أخرى. خلال تلك الفترة تميزت السلطنة بإدارة شديدة المركزية تربط بين المناطق المختلفة. تعود جميع المعالم الأثرية للمغول وإرثهم الأكثر وضوحًا إلى تلك الفترة التي تميزت بتوسع التأثير الثقافي المغولي في شبه القارة الهندية، بنتائج أدبية وفنية ومعمارية رائعة. كانت إمبراطورية المراثا تقع في جنوب غرب الهند الحالية وتوسعت بشكل كبير تحت حكم البيشواس رؤساء وزراء الإمبراطورية. وفي سنة 1761 خسر جيش المراثا معركة بانيبات الثالثة ما تسبب بإيقاف توسعها الإمبريالي وتفككها بعد ذلك وتحويلها إلى كونفدرالية لولايات ماراثا.

### الاستعمار البريطاني والهولندي
مهّد نشوء الإمبريالية الجديدة باستحواذ القوى الاستعمارية على معظم أراضي النصف الشرقي للكرة الأرضية. اختلف المؤرخون في تاريخ بداية الاستعمار التجاري للهند، فهناك ثلاثة احتمالات لتاريخ بدايته، إما في 1757 بعد معركة بلاسي، عندما تخلى نواب البنغال عن إماراتهم لصالح شركة الهند الشرقية، أو في 1765 عندما امتلكت الشركة «الديواني» وهو حق جمع الضرائب في منطقتي بنغال وبهار، أو في سنة 1772 عندما أسست الشركة عاصمة تجارية في مدينة كلكتا وعينت وارين هاستينغز -الذي شارك في الحكم مباشرة- بمنصب الحاكم العام للهند.

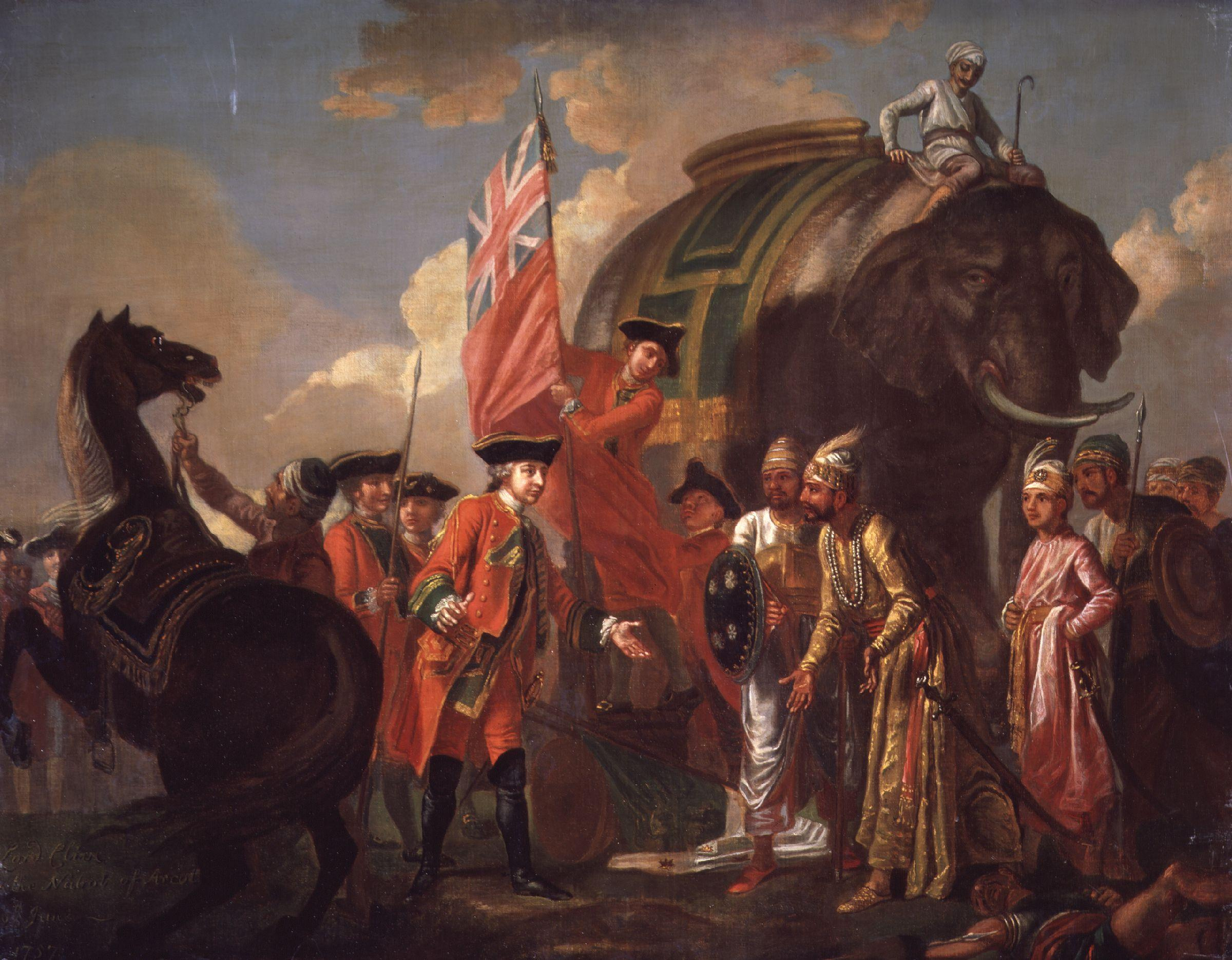
روبرت كلايف ومير جعفر بعد معركة بلاسي 1757 بواسطة فرانسيس هايمان

استحوذت شركة الهند الشرقية البريطانية على اتحاد ماراثا بعد سلسلة من الحروب التي عُرفت باسم الحروب الإنجليزية الماراثية وتحديدًا بعد نهاية الحرب الإنجليزية الماراثية الثالثة سنة 1818. استمر حكم الشركة حتى 1858، وذلك بعد اندلاع ثورة الهند سنة 1857، وما ترتب على تشريع قانون حكومة الهند 1858، إذ تولت الحكومة البريطانية مهمة إدارة الهند بشكل مباشر في ما سُمي ب«الراج البريطاني». أسس السير ستامفورد رافلز سنغافورة في 1819 لتكون محطةً ومركز تجاري بريطاني مؤثر في منافستهم مع الهولنديين. مع ذلك فقد هدأت تلك المنافسة سنة 1824 بعد توقيع المعاهدة الإنجليزية الهولندية التي حددت مصالح كل منهما في جنوب شرق آسيا. ومع بداية عقد 1850 ازدادت وتيرة الاستعمار بسرعة وبدرجة أقوى.
حُلت كل من شركة الهند الشرقية الهولندية (1800) وشركة الهند الشرقية البريطانية (1858) من قبل حكومتيهما التي تولت حكم هذه المستعمرات بشكل مباشر. كانت تايلاند هي الدولة الوحيدة التي لم تخضع للحكم الأجنبي، لكنها تأثرت كثيرًا بالتيارات الساسية التابعة للقوى الغربية. كان للحكم الاستعماري تأثير بالغ على منطقة جنوب شرق آسيا. في حين انتفعت القوى الاستعمارية كثيرًا من موارد المنطقة ومن سوقها الكبير، ساهم الحكم الاستعماري في تطوير المنطقة على نحو متفاوت.

## جنوب شرق آسيا
في بداية العصر الحديث، مرّ طريق تجارة التوابل من خلال إمبراطورية ماجاباهيت، التي كانت إمبراطورية أرخبيلية واقعة في جزيرة جاوة. كانت آخر إمبراطورية هندوسية عظمى في جنوب شرق آسيا البحري وواحدة من أعظم الدول في التاريخ الإندونيسي. اتسع تأثيرها إلى دول في سومطرة وشبه جزيرة ملايو وجزيرة بورنيو وإندونيسيا الشرقية، لكن فعالية تأثيرها الدقيق موضع نقاش واسع. وجدت إمبراطورية ماجاباهيت نفسها عاجزة عن السيطرة على قوة سلطنة ملقا المتنامية التي امتدت من مستوطنات المسلمين الملايويين في بوكيت (فوكيت) وسيتول (ساتون) وبانتاي ني (باتاني) المحاذية لمملكة أيوثايا السيامية (تايلاند) في الشمال إلى سومطرة في الجنوب الغربي. اجتاح البرتغاليون سلطنة ملقا سنة 1511 وأُسس الأمير علاء الدين المالقي سلطنة جوهر في 1528 خلفًا لسلطنة ملقا.

## الشرق الأوسط وشمال أفريقيا

### الدولة العثمانية

الدولة العثمانية في الفترة 1481–1683

تمتعت الدولة العثمانية في الحقبة الحديثة المبكرة بتوسيع وتوطيد سلطتها، مما أدى إلى السلام العثماني [الإنجليزية]. وكان هذا العصر الذهبي لها. توسع العثمانيون من الجنوب الغربي إلى شمال إفريقيا في حين كانوا يقاتلون الدولة الصفوية الشيعية الفارسية المتنامية في الشرق.

### شمال أفريقيا
في المجال العثماني، استولى الأتراك على مصر سنة 1517 وأنشأوا إيالات في الجزائر وتونس وطرابلس (بين 1519 و 1551)، وبقي المغرب دولة أمازيغية معرّبة مستقلة تحت حكم الأشراف السعديون.

### الدولة الصفوية
مثلت الدولة الصفوية نقطة مهمة في تاريخ الإسلام في الشرق. حيث تأسست سنة 1501 في أردبيل، ومنها فرض الصفويون سيطرتهم على جميع بلاد فارس وأعادوا تأكيد الهوية الإيرانية للمنطقة، وبالتالي أصبحوا أول سلالة محلية منذ الساسانيين لتأسيس دولة إيرانية موحدة. ومثلت الدولة العثمانية القوية إشكالية لهم. حيث خاض العثمانيون عدة حملات ضدهم.
إن ما غذى نمو الاقتصاد الصفوي هو موقعه بين الحضارات المزدهرة لأوروبا في غربها وآسيا الوسطى الإسلامية من الشرق والشمال. تم إحياء طريق الحرير الذي يسير من أوروبا إلى شرق آسيا في القرن السادس عشر. كما دعم القادة التجارة البحرية المباشرة مع أوروبا، وخاصة إنجلترا وهولندا التي سعت إلى السجاد الفارسي والحرير والمنسوجات. الصادرات الأخرى كانت الخيول وشعر الماعز واللؤلؤ واللوز المر غير الصالح للأكل المستخدم كتوابل في الهند. كانت الواردات الرئيسية هي التوابل والمنسوجات (الصوف من أوروبا والقطن من ولاية غوجارات) والمعادن والقهوة والسكر. على الرغم من زوالهم سنة 1722، إلا أن الصفويون تركوا بصماتهم من خلال إنشاء ونشر الإسلام الشيعي في أجزاء رئيسية من القوقاز وغرب آسيا.

### الأوزبك والأفغان البشتون
كانت آسيا الوسطى تحت حكم الأوزبك من القرن 16 إلى بداية القرن 18، وظهر هذا الاسم في القرن 15 م في بلاد ما وراء النهر وأطلق في البداية على القبائل التركية (القفجاق والنايمان والقنكلي والقنقرات والمنغيت) التي هاجرت من بلاد القبجاق ومناطق استراخان واستوطنت بلاد ما وراء النهر وتركستان. وقاد تلك المجموعات زعيم الأوزبك محمد شيباني خان الذي يعد منشئ الدولة الشيبانية التي انهت حكم التيموريين. يستوطن الأوزبك اليوم الدولة الواقعة في آسيا الوسطى وتعرف باسمهم «أوزبكستان».
تمتد دولة البشتون الأفغان إلى عهد أسرة هوتاكي. فبعد الفتوحات الإسلامية العربية والتركية، غزا المجاهدون البشتون مناطق عديدة من شمال الهند خلال سلالة لودي وسلالة سوري. كما غزا البشتون بلاد فارس، وهزمت الصفويين في معركة جيلان أباد. شكل البشتون فيما بعد الدولة الدرانية.

## أوروبا

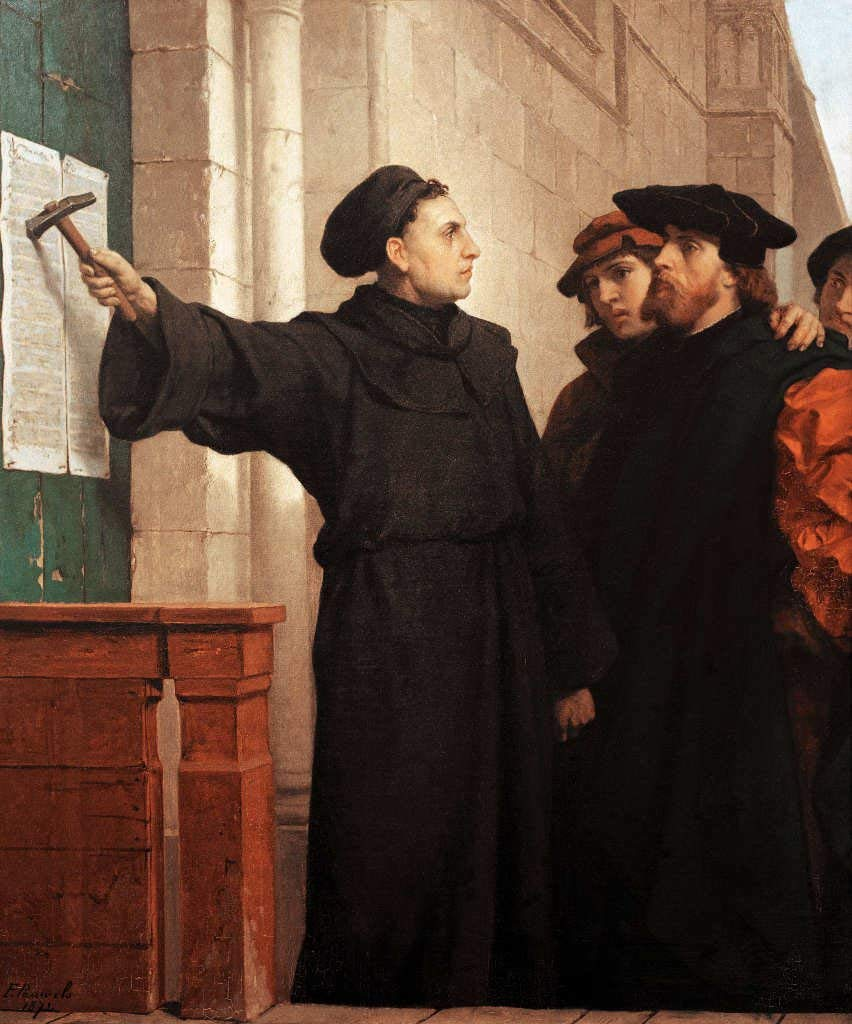
ثبت لوثر أطروحاته الـ 95 على الباب

جرت العديد من الأحداث الكبرى التي تسببت بتغيير أوروبا مع بداية القرن 16، بدءًا من فتح القسطنطينية سنة 1453، وسقوط إمارة غرناطة الإسلامية واكتشاف الأمريكتين سنة 1492، والإصلاح البروتستانتي لمارتن لوثر في 1517. غالبًا ما يرجع تاريخ هذه الفترة إلى بداية فترة تيودور بانتصار هنري السابع على ريتشارد الثالث في معركة بوسوورث سنة 1485. عادة ما يُنظر إلى التاريخ الأوروبي الحديث المبكر على أنه يمتد من بداية القرن 15 وحتى عصر التنوير في القرنين 17 و18، وحتى بداية الثورة الصناعية أواخر القرن 18.
وانتهت تلك الحقبة بالثورة الفرنسية والحروب النابليونية وحل الإمبراطورية الرومانية المقدسة في مؤتمر فيينا. في أواخر تلك الحقبة ظهرت قوتان عالميتان وهما الإمبراطورية البريطانية والروسية بعد صراع متعدد الأقطاب للإمبراطوريات الاستعمارية، بينما دخلت الإمبراطوريات الآسيوية الثلاث الكبرى تركيا العثمانية والهند المغولية وتشينغ الصين في تلك الحقبة حالة من الركود والتدهور.

### عصر النهضة أمام الحقبة الحديثة المبكرة
يُستخدم تعبير الحقبة الحديثة المبكرة أحيانًا كبديل لمصطلح عصر النهضة. ومع ذلك يستخدم «عصر النهضة» بدقة فيما يتعلق بسلسلة متنوعة من التطورات الثقافية التي حدثت على مدى عدة مئات من السنين في العديد من الأجزاء المختلفة من أوروبا - وخاصة وسط وشمال إيطاليا - وامتد الانتقال من حضارة القرون الوسطى المتأخرة إلى افتتاح الفترة الحديثة المبكرة. في الفنون البصرية والهندسة المعمارية، مصطلح «الحداثة المبكرة» ليس تسمية شائعة حيث أن عصر النهضة يختلف بوضوح عما جاء لاحقًا. فقط في دراسة الأدب تعتبر الفترة الحديثة المبكرة تسمية وجيهة (أدب الحقبة الحديثة المبكرة). تنقسم الموسيقى الأوروبية في تلك الفترة عمومًا بين عصر النهضة والباروك. وكذلك تنقسم الفلسفة بين فلسفة عصر النهضة والتنوير. وفي مجالات أخرى هناك استمرارية أكبر بكثير خلال فترة مثل الحرب والعلوم.

### البارود والأسلحة النارية
عندما دخل البارود إلى أوروبا، كان استخدامه على الفور وحصريا في الأسلحة والمتفجرات للحرب. ومع أن البارود اخترع في الصين، إلا أنه وصل إلى أوروبا للاستخدام العسكري واستغلت الدول الأوروبية ذلك، وكانت أول من ابتكر الأسلحة النارية الكلاسيكية. ارتبط التقدم المحرز في البارود والأسلحة النارية ارتباطًا مباشرًا بانخفاض استخدام الدروع الواقية بسبب عدم قدرة الدرع على حماية المرء من الرصاص. كانت البندقية قادرة على اختراق جميع أشكال الدروع المتاحة في ذلك الوقت، مما جعل الدروع عديمة القيمة، ونتيجة لذلك البنادق الثقيلة أيضًا. على الرغم من وجود اختلاف بسيط نسبيًا أو معدومًا في التصميم بين القربينة والمسكيت إلا في الحجم والقوة، فقد ظل مصطلح المسكيت مستخدما حتى بداية القرن التاسع عشر.

### المسيحيون والعالم المسيحي
مع بداية الحقبة الحديثة المبكرة تعرضت المسيحية لتحدي قوي، وهو فتح القسطنطينية سنة 1453، ثم بعدها ظهور حركات مختلفة لإصلاح الكنيسة (بما في ذلك اللوثرية والزوينكلية والكالفينية)، تلاها الإصلاح المضاد.

#### نهاية الحروب الصليبية والوحدة
احتوت الحروب الصليبية الهوسية الأعمال العسكرية ضد وبين أتباع جان هوس في بوهيميا التي انتهت في نهاية المطاف بمعركة جروتنيكي. وتُعرف تلك الحروب أيضًا باسم حروب الهوسيين، ويمكن القول إنها كانت الحرب الأوروبية الأولى التي أعطت فيها أسلحة البارود اليدوية مثل البنادق مساهمة حاسمة. كان فصيل الطابوريون من محاربي الهوسيين من المشاة بشكل أساسي، وساعدت هزائمهم العديدة للجيوش الأكبر مع الفرسان المدرعة الثقيلة في إحداث ثورة المشاة. ولكن كانت الحروب الصليبية الهوسية غير حاسمة.
تم تنظيم آخر حملة صليبية، وهي الحملة الصليبية 1456 لمواجهة توسعات الدولة العثمانية ورفع حصار بلغراد، وكان بقيادة يوحنا هونياد وجوفاني دا كابيسترانو. تصاعد الحصار في نهاية المطاف إلى معركة كبرى، قاد خلالها هونياد هجومًا مضادًا مفاجئًا اجتاح المعسكر العثماني، وأجبر السلطان محمد الثاني الجريح على رفع الحصار والتراجع، فتوقف التقدم العثماني في أوروبا مؤقتًا. فأمر البابا كاليستوس الثالث بضرب جرس الظهيرة لإحياء ذكرى النصر في جميع أنحاء العالم المسيحي، واستمرت حتى يومنا هذا.
بعد ما يقرب من مائة عام أنهى صلح أوغسبورغ رسميًا فكرة أن جميع المسيحيين يمكن أن يتحدوا تحت كنيسة واحدة. أسس مبدأ cuius regio، eius Religiousio («من له منطقته، له دينه») التقسيمات الدينية والسياسية والجغرافية للمسيحية، وقد تم تأسيس هذا في القانون الأوروبي بموجب معاهدة وستفاليا 1648، التي أنهت قانونًا مفهوم الهيمنة المسيحية الواحدة، أي «الكنيسة الواحدة المقدسة الكاثوليكية الرسولية» لقانون الإيمان النيقية. كل حكومة تحدد دين دولتها. تم ضمان حق المسيحيين الذين يعيشون في دول لم تكن طائفتهم هي الكنيسة القائمة في ممارسة عقيدتهم في الأماكن العامة خلال الساعات المخصصة لهم وفي السر حسب إرادتهم. مع معاهدة وستفاليا انتهت الحروب الدينية وفي معاهدة أوترخت 1713 ولد مفهوم الدولة القومية ذات السيادة. منذ ذلك الحين ظهرت مجموعة العالم المسيحي مع الفكرة الحديثة لمجتمع متسامح ومتنوع يتكون من العديد من المجتمعات المختلفة.

#### محاكم التفتيش والإصلاحات
تدل محاكم التفتيش الحديثة بأنها إحدى المؤسسات العديدة المكلفة بمحاكمة وإدانة الزنادقة (أو غيرهم من المجرمين ضد القانون الكنسي) داخل الكنيسة الكاثوليكية. في العصر الحديث كان أول مظهر لها هو محاكم التفتيش الإسبانية من 1478 إلى 1834. فحاكمت أفرادًا متهمين بجرائم متعلقة بالهرطقة والشعوذة، التجديف والتهويد والسحر، بالإضافة إلى الرقابة على المطبوعات. وبسبب هدفها محاربة البدع كان لمحكمة التفتيش سلطة قضائية فقط على أعضاء الكنيسة المعمدين (التي شملت معظم السكان في البلدان الكاثوليكية). لا يزال بإمكان المحاكم العلمانية محاكمة غير المسيحيين بتهمة التجديف (مرت معظم محاكمات الساحرات عبر محاكم علمانية).

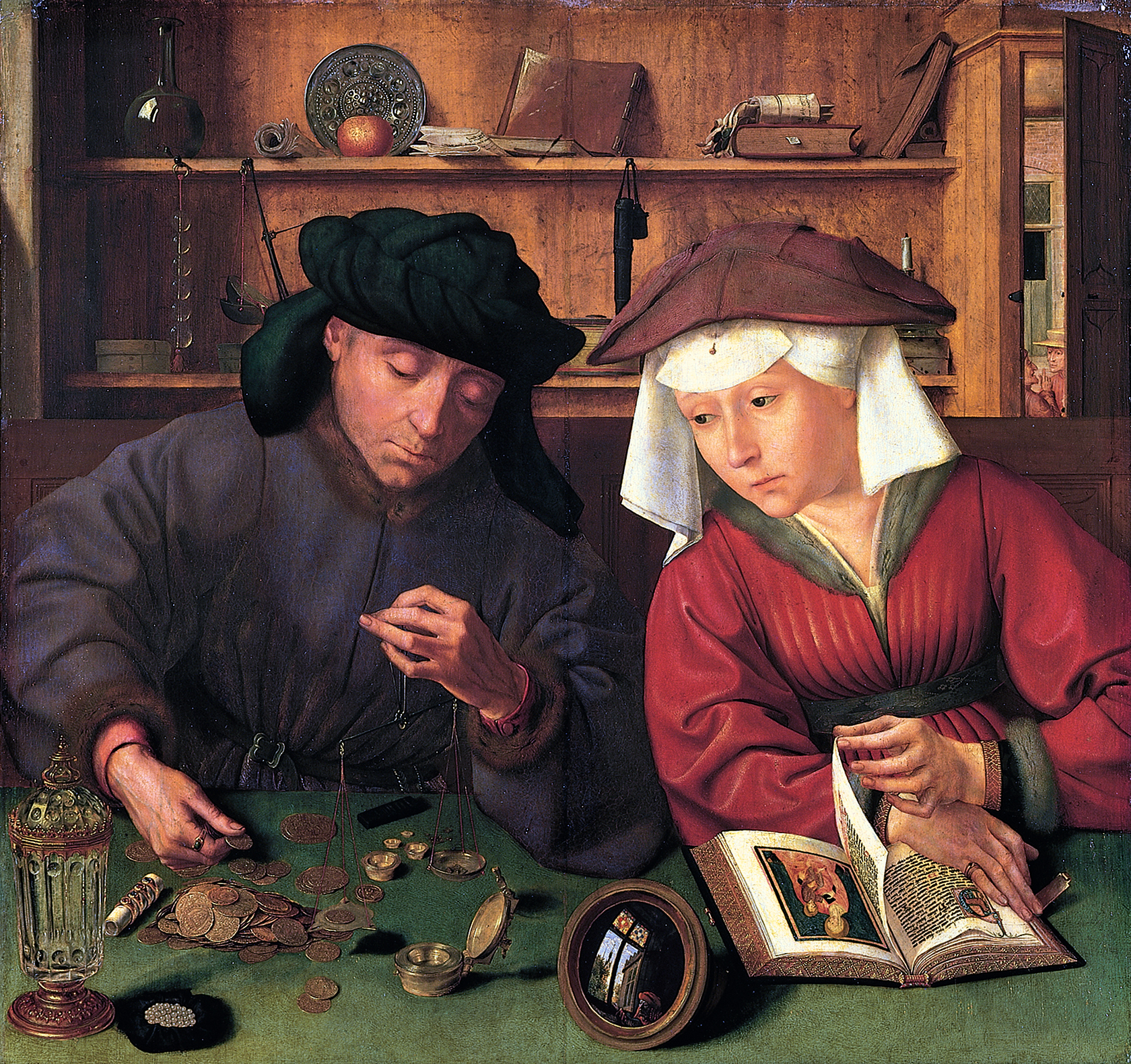
ازدادت أهمية البورجوازية في جميع فترات الحقبة الحديثة.

استلزم الإصلاح البروتستانتي وظهور الحداثة في أوائل القرن السادس عشر بداية سلسلة من التغييرات في العالم المسيحي. تحدى مارتن لوثر الكنيسة الكاثوليكية بأطروحاته الخمسة والتسعين، والتي تم قبولها عمومًا كبداية للإصلاح، وهي حركة إصلاح مسيحية في أوروبا على الرغم من أن هناك من سبقه مثل جان هوس. حدثت الحركة البروتستانتية في القرن السادس عشر تحت حماية ناخبية ساكسونيا، وهم ناخبون وراثيون مستقلون للإمبراطورية الرومانية المقدسة. أنشأ الناخب فريدريك الثالث جامعة في فيتنبرغ سنة 1502. وأصبح الراهب الأوغسطيني مارتن لوثر أستاذًا للفلسفة هناك سنة 1508. وفي الوقت نفسه أصبح أحد الدعاة في كنيسة قلعة فيتنبرغ.
أعلن مجلس مدينة وورم في 1521 برئاسة الإمبراطور كارلوس الخامس أن مارتن لوثر زنديق وخارج عن القانون (على الرغم من أن كارلوس نفسه كان مشغولًا بالحفاظ على إمبراطوريته الشاسعة أكثر من انشغاله باعتقال لوثر). نتيجة لتحركاته في أوروبا الشرقية وإسبانيا، وافق من خلال اجتماع شباير في 1526 على السماح للأمراء الألمان بأن يقرروا بأنفسهم بشكل فعال ما إذا كانوا سيفرضون مرسوم مدينة وورم أم لا. وبعد عودته إلى البلاط حضر كارلوس الخامس اجتماع أوغسبورغ 1530 ليأمر جميع البروتستانت في الإمبراطورية بالعودة إلى الكاثوليكية. رداً على ذلك شكلت الأراضي البروتستانتية في ألمانيا وحولها اتحاد شمالكالدي لمحاربة الإمبراطورية الرومانية المقدسة الكاثوليكية. غادر كارلوس الخامس مرة أخرى للتعامل مع تقدم الأتراك العثمانيين. وعاد في 1547 لشن حملة عسكرية ضد اتحاد شمالكالدي وإصدار قانون إمبراطوري يطالب جميع البروتستانت بالعودة إلى الممارسات الكاثوليكية (مع بعض التنازلات السطحية للممارسات البروتستانتية). ولكنه رضخ في الآخر في صلح باساو (1552) وصلح أوغسبورغ (1555) الذي أضفى الطابع الرسمي على القانون الذي يقرر حكام الأرض دينهم.
من محاكم التفتيش في العصر الحديث، كان هناك شكلان مختلفان: [88]
- محاكم التفتيش البرتغالية (1536–1821)
- محاكم التفتيش الرومانية (1542 - 1860)

كانت محاكم التفتيش البرتغالية هذه نظيرًا محليًا لمحاكم التفتيش الإسبانية الأكثر شهرة. غطت محاكم التفتيش الرومانية معظم شبه الجزيرة الإيطالية وكذلك مالطا وكانت موجودة أيضًا في جيوب معزولة من الولاية البابوية في أجزاء أخرى من أوروبا مثل أفينيون.
بدأ الإصلاح الكاثوليكي في 1545 عندما انعقد مجمع ترنت كرد فعل على التمرد البروتستانتي. كانت الفكرة هي إصلاح حالة الدنيوية والفوضى التي حلت ببعض رجال الدين في الكنيسة، مع إعادة التأكيد على السلطة الروحية للكنيسة الكاثوليكية وموقعها ككنيسة المسيح الحقيقية الوحيدة على الأرض. سعى هذا الجهد إلى منع المزيد من الضرر للكنيسة ومؤمنيها على أيدي الطوائف البروتستانتية المشكلة حديثًا.

#### روسيا القيصرية
لإحياء فكرة روما الثالثة توج الدوق الأكبر إيفان الرابع («الرائع» أو «الرهيب») رسميًا ليكون أول تسار أو قيصر لروسيا في 1547. وأصدر القيصر قانونًا جديدًا (Sudebnik of 1550) وأنشأ أول هيئة تمثيلية إقطاعية روسية (مجلس زيمسكي) وأدخل الإدارة الذاتية المحلية في المناطق الريفية. خلال فترة حكمه الطويلة ضاعف إيفان الرابع تقريبًا الأراضي الروسية الكبيرة بالفعل بضم خانات التتار الثلاثة (الناتجة من القبيلة الذهبية المفككة): قازان وأستراخان على طول نهر الفولغا، وخانية سيبير في جنوب غرب سيبيريا. وهكذا وفي نهاية القرن 16 تحولت روسيا إلى دولة متعددة القوميات ومتعددة الطوائف وعابرة للقارات.
شهدت روسيا نموًا إقليميًا خلال القرن 17، وهو عصر القوزاق. فقد كانوا محاربين منظمين في مجتمعات عسكرية، يشبهون القراصنة ورواد العالم الجديد. تم تحديد موطن القوزاق من خلال سلسلة من قلاع المدن الروسية / الروثينية الواقعة على الحدود مع السهوب وتمتد من وسط الفولغا إلى ريازان وتولا، ثم تنحرف فجأة نحو الجنوب وتمتد إلى نهر دنيبر عبر بيرياسلافل. استوطن هذه المنطقة سكان لا سلطة عليهم ويمارسون الحرف والمهن المختلفة.

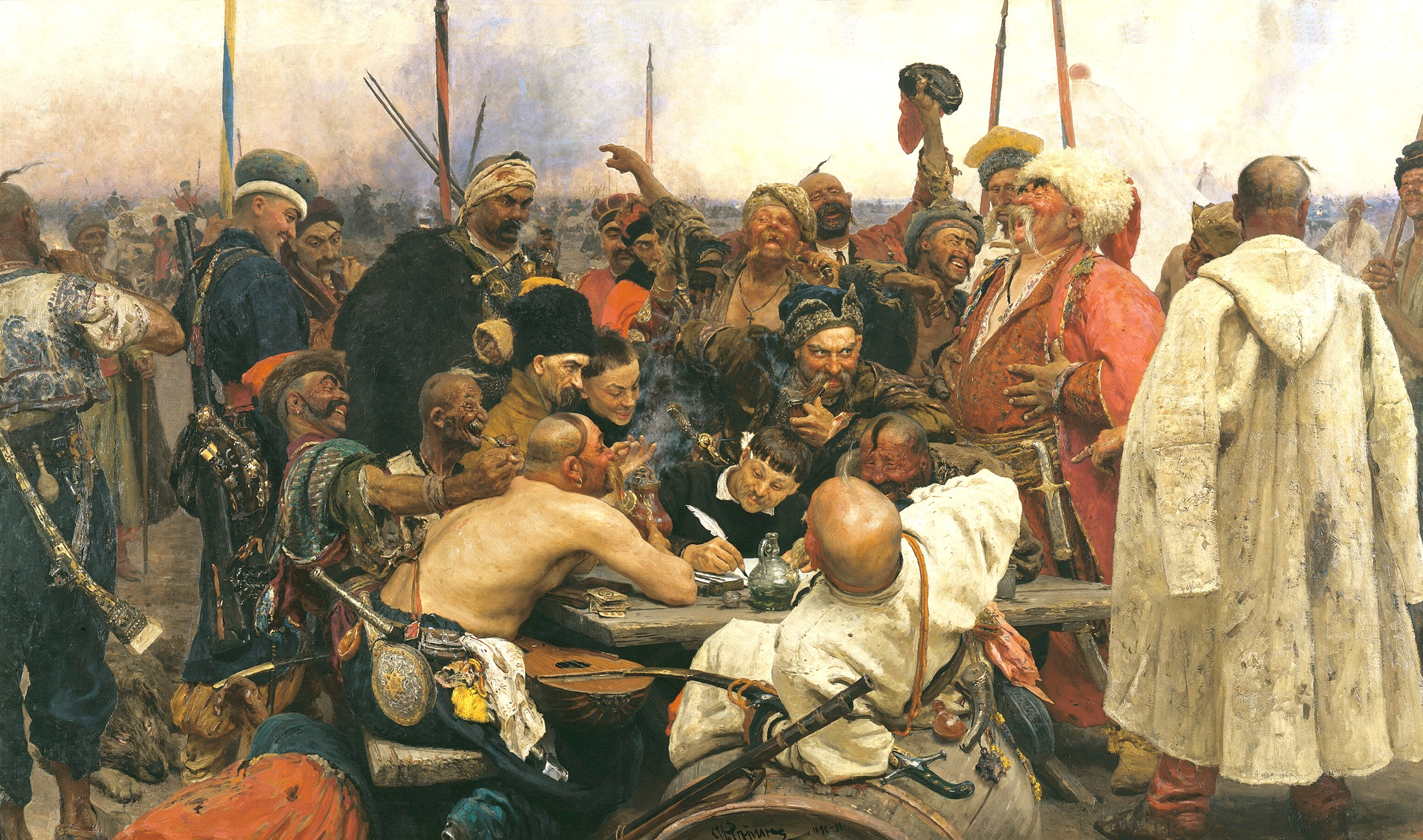
أصبح القوزاق العمود الفقري للجيش الروسي الأول.

في عام 1648 انضم فلاحو أوكرانيا إلى قوزاق الزاباروجيون في تمرد ضد بولندا وليتوانيا خلال انتفاضة شميلنكي بسبب الاضطهاد الاجتماعي والديني الذي عانوا منه تحت الحكم البولندي. وفي 1654 عرض الزعيم الأوكراني بوهدان خميلينتسكي وضع أوكرانيا تحت حماية القيصر الروسي ألكسي الأول. أدى قبول ألكسي لهذا العرض إلى حرب روسية بولندية أخرى (1654-1667). وأخيرًا تم تقسيم أوكرانيا على طول نهر دنيبر تاركة الجزء الغربي (أو الضفة اليمنى لأوكرانيا) تحت الحكم البولندي والجزء الشرقي (الضفة اليسرى لأوكرانيا وكييف) تحت الحكم الروسي. وفي 1670-1671 بدأ قوزاق الدون بقيادة ستينكا رازين انتفاضة كبرى في منطقة الفولغا، لكن قوات القيصر نجحت في هزيمتهم. وفي الشرق كان الاستكشاف والاستعمار الروسي السريع لأراضي سيبيريا الشاسعة بقيادة القوزاق الذين كانوا يبحثون عن الفراء والعاج الثمين. اندفع المستكشفون الروس باتجاه الشرق في المقام الأول على طول طرق أنهار سيبيريا، وفي منتصف القرن السابع عشر كانت هناك مستوطنات روسية في شرق سيبيريا وفي شبه جزيرة تشوكشي وعلى طول نهر آمور وعلى ساحل المحيط الهادئ. وفي سنة 1648 تمكنوا من عبور مضيق بيرينغ بين آسيا وأمريكا الشمالية لأول مرة من قبل فيدوت بوبوف وسيمون ديزهنيوف.

### الاستكشاف والتجارة

كوكب الكرة الأرضية الكانتوني سنة 1502 وهو أقدم مخطط واضح يُظهر استكشافات كولومبوس لأمريكا الوسطى، كورتي ريال لنيوفاوندلاند، وفاسكو دا غاما إلى الهند وكابرال إلى البرازيل. يصور خط معاهدة توردسيلاس على اليسار الذي يفصل بين شطري العالم البرتغالي والإسباني.

بدأ عصر الاكتشافات من بداية القرن 15 واستمرت حتى بداية القرن 17، حيث أبحرت السفن الأوروبية حول العالم بحثًا عن طرق تجارية وشركاء جدد لإشباع الرأسمالية المزدهرة في أوروبا. كما كانوا يبحثون عن سلع تجارية مثل الذهب والفضة والتوابل. واجه الأوروبيون في تلك المهمات شعوبًا ورسموا خرائطًا لأراضي لم تكن معروفة لهم من قبل. كان هذا العامل في الفترة الأوروبية الحديثة المبكرة هو بدايات العولمة. فكان اكتشاف الأمريكتين وتشكيل روابط جديدة عبر المحيطات والتوسع اللاحق للتأثير الأوروبي أدى إلى عصر الإمبريالية.
كان البحث عن طرق جديدة بسبب أن طريق الحرير كان خاضعًا لسيطرة الدولة العثمانية، فكان ذلك عائقاً أمام المصالح التجارية الأوروبية، ولم تكن طرق التجارة الشرقية الأخرى متاحة للأوروبيين بسبب سيطرة المسلمين عليها. كان يُنظر إلى القدرة على الالتفاف على الدول المسلمة في شمال إفريقيا على أنها ضرورية لبقاء أوروبا. في الوقت نفسه تعلم الأيبيريون الكثير من جيرانهم العرب. وتقع أوروبا في موقع فريد بين عدة بحار صالحة للملاحة، وتتقاطع معها أنهار صالحة للملاحة تصب فيها بطريقة سهلت إلى حد كبير تأثير الحركة البحرية والتجارة. في التاريخ البحري لأوروبا، دمج كل من قرقور وكارافيل الشراع المثلث المتأخر الذي جعل السفن أكثر قدرة على المناورة.

#### الرأسمالية التجارية والاقتصاد الجديد
كانت الاتجارية هي المدرسة المهيمنة للفكر الاقتصادي طوال تلك الحقبة (من القرن 16 إلى القرن 18). أدى ذلك إلى بداية حالات من التدخل الحكومي الكبير للسيطرة على الاقتصاد، وتأسس غي تلك الفترة جزء كبير من النظام الرأسمالي الحديث. وعلى الصعيد الدولي شجع المذهب الاتجاري اندلاع عدة حروب أوروبية وغذى إمبرياليتها. ولكن بدأ الإيمان بالمذهب الاتجاري يتلاشى أواخر القرن 18، حيث انتصرت براهين آدم سميث والاقتصاديين الكلاسيكيين الآخرين.
كانت الثورة التجارية فترة من التوسع الاقتصادي والاستعمار والمذهب التجاري، واستمرت من تقريبًا القرن 16 حتى بداية القرن 18. ولكنه بدأ مع الحروب الصليبية، حيث اكتشف الأوروبيون التوابل والحرير وغيرها من السلع النادرة لديهم. خلق هذا التطور رغبة جديدة في التجارة، التي توسعت في النصف الثاني من العصور الوسطى. فكانت الدول الأوروبية تبحث من خلال رحلات الاستكشاف عن طرق تجارية جديدة في القرنين 15 و16، مما سمح لتلك القوى ببناء شبكات تجارة دولية واسعة وجديدة. وسعت أيضا إلى طلب مصادر جديدة للثروة. ثم أنشأت بعدها نظريات وممارسات اقتصادية جديدة للتعامل مع تلك الثروة المكتشفة حديثًا. وبسبب المصالح الوطنية المتنافسة، كان لدى الدول الرغبة في زيادة القوة العالمية من خلال إمبراطورياتها الاستعمارية. تميزت الثورة التجارية بزيادة التجارة العامة، ونمو الأنشطة غير التصنيعية مثل الأعمال المصرفية والتأمين والاستثمار.
كانت السلع التجارية الأكثر رواجًا في العالم القديم هي الذهب والفضة والتوابل. فاستخدم الأوروبيون الغربيون البوصلة وتقنيات السفن الشراعية الجديدة والخرائط الجديدة والتقدم في علم الفلك للبحث عن طريق تجاري قابل للحياة إلى آسيا من أجل التوابل القيمة التي لا يمكن لقوى البحر الأبيض المتوسط التنافس عليها.
بدأ الشحن البحري بالنمو والتطور، كانت أهم تطوراته هي تحسين بناء القرقور أو (الكاراك) والكارافيل في البرتغال، وهي سفن تطورت من تصاميم العصور الوسطى الأوروبية في بحر الشمال والبحر المتوسط المسيحي والإسلامي. وكانت من أوائل السفن التي بإمكانها مغادرة البحر الأبيض المتوسط الصافي والهادئ نسبيًا أو بحر البلطيق أو بحر الشمال والإبحار بأمان في المحيط الأطلسي المفتوح. وبعد تطوير الكاراك ثم كارافيل في أيبيريا، عادت الأفكار الأوروبية إلى الشرق الأسطوري. تلك الاستكشافات لها عدد من الأسباب. يعتقد علماء النقد أن السبب الرئيسي لبدء عصر الاستكشاف هو النقص الحاد في السبائك في أوروبا. كان الاقتصاد الأوروبي معتمداً على العملات الذهبية والفضية، لكن الإمدادات المحلية المنخفضة دفعت معظم أوروبا إلى الركود. عامل آخر هو الصراع الذي دام قرونًا بين الأيبيريين والمسلمين في الجنوب.

#### العصر الذهبي للقرصنة
العصر الذهبي للقرصنة هي تسمية منحت لفترة أو أكثر من فترات أعمال القرصنة في الحقبة الحديثة المبكرة، وامتدت من منتصف القرن 17 إلى منتصف القرن 18. وتميزت تلك الفترة بالبحارة الأنجلو-فرنسيين المتمركزين في جامايكا وتورتوجا لمهاجمة المستعمرات الإسبانية وسفن شحنها في منطقة البحر الكاريبي وشرق المحيط الهادئ. ثم أتبعها حقبة جولة القراصنة من القراصنة الأنجلو-أمريكيين في بداية القرن 18، وترتبط برحلات طويلة من برمودا والأمريكتين لسرقة سفن ومراكز المسلمين وشركة الهند الشرقية في المحيط الهندي والبحر الأحمر. امتدت حقبة ما بعد الخلافة الإسبانية إلى أوائل القرن الثامن عشر، عندما غادر البحارة والقراصنة الأنجلو أمريكيون عاطلين عن العمل بعد انتهاء حرب الخلافة الإسبانية، وانتقلوا بشكل جماعي إلى القرصنة في البحر الكاريبي والساحل الشرقي الأمريكي وساحل غرب إفريقيا والمحيط الهندي.

#### السياسة والاستبداد
تميزت الفترة من القرن الخامس عشر إلى القرن الثامن عشر ببداية المستعمرات الأوروبية وصعود حكومات مركزية قوية وبدايات الدول القومية الأوروبية المعروفة التي تعتبر الأصل المباشر لدول اليوم.
خلال فترة الباروك قضت حرب الثلاثين عاما ما يعادل 20٪ من سكان أوروبا الوسطى. وفي 1648 جرى صلح وستفاليا المكون من معاهدتي أوسنابروك ومونستر، والموقعة في 15 مايو و 24 أكتوبر على التوالي الذي أنهى عدة حروب في أوروبا وأسس بداية الدول ذات السيادة. شارك في تلك المعاهدات الإمبراطور الروماني المقدس فرديناند الثالث (هابسبورغ) وممالك إسبانيا وفرنسا والسويد وهولندا وحلفائهم من بين أمراء ودول الإمبراطورية الجمهورية التابعة للإمبراطورية الرومانية المقدسة.
نتج صلح وستفاليا عن أول مؤتمر دبلوماسي حديث. حتى سنة 1806 كانت اللوائح جزءًا من القوانين الدستورية للإمبراطورية الرومانية المقدسة. أنهى صلح البرانس الموقع في 1659 الحرب بين فرنسا وإسبانيا وغالبًا ما تُعتبر جزءًا من الاتفاقية الشاملة.
يعرف عصر استبداد السلطة الملكية بانها غير مقيدة من أي مؤسسة أخرى مثل الكنائس أو الهيئات التشريعية أو النخب الاجتماعية لملوك أوروبا أثناء الانتقال من الإقطاع إلى الرأسمالية. يمكن العثور على الملوك ذوي الحكم المطلق من القرن 17 حتى القرن 19. ومن الدول التي كانت مستبدة فرنسا وبروسيا وروسيا. مال النبلاء إلى إعطائهم الامتيازات مقابل الولاء طوال القرن الثامن عشر، بحيث تتماشى مصالح النبلاء مع مصالح التاج. وتميز الاستبداد بإنهاء التقسيم الإقطاعي وتوحيد السلطة مع الملك وصعود سلطة الدولة وتوحيد قوانين الدولة، والزيادة الهائلة في عائدات الضرائب التي يجمعها الملك وانخفاض تأثير النبلاء.

#### توازن القوى في أوروبا
كانت فرنسا في معظم فترات حكم لويس الرابع عشر القوة الرائدة في أوروبا، وانخرطت في ثلاث حروب كبرى - الحرب الفرنسية الهولندية وحرب العصبة أوغسبورغ وحرب الخلافة الإسبانية - وصراعان صغيران حرب أيلولة وحرب لم الشمل. حكم لويس وفقًا للحق الملوك الإلهي النظرية القائلة بأن الملك توّجه الله، وأنه مسؤول أمامه وحده. وبالتالي فقد اعتبر منذ فترة طويلة الملك المطلق النموذجي. واصل لويس الرابع عشر عمل سلفه لإنشاء دولة مركزية، وإزالة بقايا الإقطاع التي استمرت في أجزاء من فرنسا، ونجح في تحطيم قوة النبلاء في المقاطعات، وأجبر العديد منهم على العيش معه في قصره الفخم في فرساي. ومن الرجال الذين برزوا في تلك الفترة مازارين وجان بابتيست كولبير وتورين وفوبان. وازدهرت الثقافة الفرنسية أيضًا في تلك الحقبة، ومن الشخصيات المشهورة ثقافيا: موليير وراسين وبوالو ولافونتين ولولي ولوبران وريجو ولويس لو فو ومانسارت وكلود بيرو ولو نوتر.
قبل عصر الثورة، كانت الحرب الأهلية الإنجليزية عبارة عن سلسلة من النزاعات المسلحة والمكائد السياسية بين البرلمانيين والملكيين. الحرب الأهلية الأولى والثانية حرضت أنصار الملك تشارلز الأول ضد أنصار البرلمان الطويل، بينما شهدت الحرب الثالثة قتالًا بين مؤيدي الملك تشارلز الثاني وأنصار البرلمان. انتهت الحرب الأهلية بانتصار البرلمان في معركة وورسيستر. انتهى احتكار كنيسة إنجلترا للعبادة المسيحية في إنجلترا بتوطيد المنتصرين للصعود البروتستانتي الراسخ في أيرلندا. ومن الناحية الدستورية أكدت تلك الحروب بأنه لا يمكن لملك إنجليزي أن يحكم دون موافقة البرلمان. بدأت الاستعادة الإنجليزية أو استردادها في 1660 عندما تمت استعادة جميع الممالك الإنجليزية والاسكتلندية والأيرلندية تحت حكم تشارلز الثاني بعد كومنولث إنجلترا [الإنجليزية] التي أعقبت الحرب الأهلية الإنجليزية. أسست الثورة المجيدة سنة 1688 ديمقراطية برلمانية حديثة في إنجلترا.
دارت حرب الخلافة الإسبانية خلال سنوات 1701 و 1714، حيث تضافرت عدة قوى أوروبية لوقف التوحيد المحتمل لمملكتي إسبانيا وفرنسا تحت حكم ملك بوربون واحد، مما أدى إلى زعزعة توازن القوى الأوربية. جرت معظم معاركها في أوروبا، إضافة إلى حرب الملكة آن في أمريكا الشمالية. تميزت الحرب بالقيادة العسكرية للجنرالات البارزين مثل دوق دي فيلار ودوق بيرويك اليعقوبي ودوق مارلبورو والأمير يوجين من سافوي.
أسس سلام أوترخت بعد سلسلة من معاهدات السلام الفردية الموقعة في مدينة أوترخت الهولندية المبرمة بين دول أوروبية مختلفة ساعدت في إنهاء حرب الخلافة الإسبانية. الممثلون الذين التقوا هم لويس الرابع عشر ملك فرنسا وفيليب الخامس ملك إسبانيا من ناحية، وممثلو الملكة آن ملكة بريطانيا العظمى ودوق سافوي والمقاطعات المتحدة من ناحية أخرى. سجلت المعاهدة هزيمة الطموحات الفرنسية التي تم التعبير عنها في حروب لويس الرابع عشر وحافظت على النظام الأوروبي القائم على توازن القوى. شكلت معاهدة أوتريخت التحول من هيمنة البحرية الإسبانية إلى هيمنة البحرية البريطانية.

## أفريقيا جنوب الصحراء الكبرى

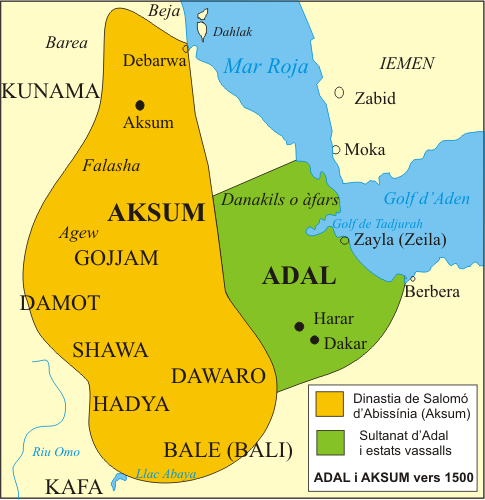
أكسوم وعدل سنة 1500.

سيطرت سلطنة سونغاي على التجارة العابرة للصحراء الكبرى في بداية العصر الحديث. استحوذت على مدينة تمبكتو في 1468 وعلى مدينة جني في 1473، وهذا ما جعلها تعتمد على الضرائب، وتعاونت مع التجار المسلمين في تنظيم حكمها. لاحقًا اتخذت الدولة من الإسلام دينًا رسميًا لها وبنت الجوامع وجلبت العلماء المسلمين إلى مدينة غاو.
وفي تلك الحقبة شكلت إمبراطورية بنين قوة تجارية مستقلة في الخط الساحلي الجنوبي الشرقي لأفريقيا الغربية، مانعةً الدول الداخلية البعيدة عن الساحل من الوصول إلى الموانئ. وصلت هذه الإمبراطورية في أوجها نحو 100,000 نسمة، ممتدة على مساحة 25 كيلومترًا مربعًا، وأُحيطت بثلاث حلقات مركزية من الحواجز الترابية. أسست إمبراطورية بنين علاقات مع البرتغال مع نهاية القرن الخامس عشر. استحوذت بنين في أوج عظمتها في القرنين السادس عشر والسابع عشر على أجزاء من يوربالاند [الإنجليزية] الجنوبية الشرقية والإيغبو [الإنجليزية] الغربية.
في المرتفعات الإثيوبية أسست السلالة السليمانية نفسها في القرن الثالث عشر. بدعوى النسب المباشر من منزل أكسوم الملكي القديم. حكمت تلك السلالة المنطقة حكما مباشرًا حتى التاريخ الحديث. وفي القرن 16 غزت قوات أحمد بن إبراهيم الغازي سلطان عدل منطقة شيوا [الإنجليزية] وبقية الحبشة إلى الشمال الغربي. انتهى غزو الأورومو [الإنجليزية] للمنطقة بانكماش كل من سلطنة عدل والحبشة، مما أدى إلى تغيير الديناميكيات الإقليمية لقرون قادمة.
بدأت سلطنة أجوران التي كانت واحدة من أكبر وأقوى ممالك القرن الأفريقي في التدهور في القرن 17، وخلفتها عدة دول قوية. منها سلطنة غلدي التي أسسها إبراهيم أدير. حيث وصلت ذروتها في العهود المتتالية للسلطان يوسف محمود إبراهيم [الإنجليزية] (1798-1848) الذي عزز من قوة السلطنة بعد حروب بارديرا، والسلطان أحمد يوسف محمود الذي أجبر القوى الإقليمية مثل الإمبراطورية العمانية على دفع الجزية. كانت سلطنة مجرتين سلطنة صومالية في القرن الأفريقي. حكمها السلطان عثمان محمود خلال عصرها الذهبي، وسيطرت على جزء كبير من شمال ووسط الصومال في القرن 19 وأوائل القرن 20. امتلك النظام السياسي جميع أجهزة دولة حديثة متكاملة وحافظ على شبكة تجارية قوية. إلى جانب سلطنة هوبيو التي حكمها السلطان يوسف علي قناديد، وبالنهاية ضمت إيطاليا سلطنة مجرتين إلى أرض الصومال الإيطالي في أوائل القرن العشرين في أعقاب الحملة العسكرية على السلطنة.

## الأمريكتين

لوحة إعلان الاستقلال لجون ترمبل، يُظهر لجنة الخمسة المسؤولة عن صياغة الإعلان في 1776 حيث قدمت أعمالها إلى المؤتمر القاري الثاني في فيلادلفيا

الاستعمار العالم في 1492 (أوائل العالم الحديث) ثم 1550 و 1660 و 1754 (عصر التنوير) ثم 1822 (الثورة الصناعية) ثم 1885 (الهيمنة الأوروبية) ثم 1914 (حقبة الحرب العالمية الأولى) ثم 1938 (حقبة الحرب العالمية الثانية) ثم 1959 (حقبة الحرب الباردة) ثم 1974 و2008 (التاريخ الحديث).

استخدم مصطلح الاستعمار للإشارة إلى إمبراطوريات عبر البحار غير القارية بدلاً من الإمبراطوريات المتجاورة القائمة على الأرض القارية من الأوروبية أو غيرها. أدى الاستعمار الأوروبي خلال القرنين 15 و19 إلى انتشار المسيحية في أفريقيا جنوب الصحراء الكبرى والأمريكتين وأستراليا والفلبين.
وصل كريستوفر كولومبوس الأمريكتين في 1492. وبعدها بدأت القوى البحرية الأوروبية الكبرى بإرسال بعثات إلى العالم الجديد لبناء شبكات تجارية ومستعمرات وتحويل الشعوب الأصلية إلى المسيحية. قسّم البابا ألكسندر السادس الأراضي المكتشفة حديثًا خارج أوروبا بين إسبانيا والبرتغال على طول خط الطول بين الشمال والجنوب 370 فرسخًا غرب جزر الرأس الأخضر (قبالة الساحل الغربي لإفريقيا). لم يقبل ملوك إنجلترا وفرنسا بذلك التقسيم.

### استعمار أمريكا اللاتينية
استخدم اسم أمريكا اللاتينية لأول مرة في أواخر القرن التاسع عشر، حيث كانت تحت حكم إسبانيا والبرتغال. تم تقسيم نصف الكرة الغربي أو العالم الجديد بين تلك القوتين الأيبيريتين بموجب معاهدة تورديسيلاس، وسميت ب«أمريكا الأيبيرية» حتى أواخر القرن السادس عشر. أطلقت إسبانيا هناك على إمبراطوريتها في الخارج اسم «جزر الهند»، فيما أطلقت البرتغال على أراضيها في أمريكا الجنوبية اسم «البرازيل» بعد العثور على خشب الصباغ هناك. ركزت إسبانيا على تنمية إمبراطوريتها حيث كان هناك عدد كبير من السكان الأصليين الهنود أو الإنديز الذين يمكن إجبارهم على العمل، بالإضافة إى وجود رواسب كبيرة من المعادن الثمينة مثل الفضة. تتوافق كل من إسبانيا الجديدة (المكسيك الاستعمارية) وبيرو مع هذه المعايير وأنشأ التاج الإسباني نواب الملك لحكم هاتين المنطقتين الكبيرتين. مع نمو المستوطنات الإسبانية والاقتصاد في الحجم والتعقيد، أنشأ الإسبان الأقاليم الملكية في القرن الثامن عشر خلال الإصلاحات الإدارية ريو دي لا بلاتا (جنوب شرق أمريكا الجنوبية) وغرناطة الجديدة [الإنجليزية] (شمال أمريكا الجنوبية).
أما المستوطنات البرتغالية (البرازيل) على الساحل الشمالي الشرقي، فكانت في البداية قليلة الأهمية للإمبراطورية البرتغالية الكبيرة في الخارج، حيث تم إنشاء التجارة المربحة والمستوطنات الصغيرة المخصصة للتجارة في الساحل الأفريقي والهند والصين. ومع قلة السكان الأصليين الذين لا يمكن إجبارهم على العمل وعدم اكتشاف رواسب لمعادن الثمينة، سعت البرتغال إلى تصدير منتج عالي القيمة ومنخفض الكلفة وجدته في قصب السكر. تم استيراد عمل العبيد الأفريقيين السود من ممتلكات البرتغال في غرب إفريقيا للقيام بالأعمال الزراعية الشاقة. مع زيادة ثروة أمريكا الأيبيرية، سعت بعض القوى الأوروبية الأخرى (الهولندية والفرنسية والبريطانية والدنماركية) إلى تكرار النموذج في المناطق التي لم يستقرها الأيبيريون بالأعداد. استولوا على بعض جزر الكاريبي من إسبانيا ونقلوا نموذج إنتاج السكر في المزارع التي تعمل بالسخرة واستقروا في المناطق الشمالية من أمريكا الشمالية فيما يعرف الآن بالساحل الشرقي للولايات المتحدة وكندا.

### استعمار أمريكا الشمالية
كانت أمريكا الشمالية خارج منطقة الاستيطان الإسبانية، وكانت منطقة متنازع عليها في القرن السابع عشر. فقد أسست إسبانيا مستوطنات صغيرة في فلوريدا وجورجيا، لكنها لم تكن بحجم إسبانيا الجديدة أو جزر البحر الكاريبي. احتفظت فرنسا وهولندا وبريطانيا العظمى بالعديد من المستعمرات في أمريكا الشمالية وجزر الهند الغربية منذ القرن السابع عشر، أي بعد 100 عام من قيام الأسبان والبرتغاليين بتأسيس مستعمرات دائمة. تأسست المستعمرات البريطانية في أمريكا الشمالية بين 1607 (فرجينيا) و 1733 (جورجيا). اكتشف الهولنديون الساحل الشرقي لأمريكا الشمالية وبدأوا في تأسيس مستوطنات فيما أسموه نيو نذرلاند (ولاية نيويورك الآن). استعمرت فرنسا ما يُعرف الآن بشرق كندا، وأسست مدينة كيبك سنة 1608. أدت هزيمة فرنسا في حرب السنوات السبع إلى انتقال فرنسا الجديدة إلى بريطانيا العظمى. تمردت المستعمرات الثلاثة عشر البريطانية في أمريكا الشمالية السفلى ضد الحكم البريطاني في 1775 ويرجع ذلك إلى حد كبير إلى الضرائب التي كانت بريطانيا العظمى تفرضها على المستعمرات. ظلت المستعمرات البريطانية في كندا موالية للتاج، وأعلنت حكومة مؤقتة شكلتها المستعمرات الثلاثة عشر استقلالها في 4 يوليو 1776 وأصبحت فيما بعد الولايات المتحدة الأمريكية الـ 13 الأصلية. مع معاهدة باريس (1783) التي أنهت الحرب الثورية الأمريكية اعترفت بريطانيا باستقلال المستعمرات الثلاث عشرة السابقة.

## الدين والعلم والفلسفة والتعليم
فيما يتعلق بتطور الفلسفات الشرقية، كان جزءًا كبيرًا من الفلسفة الشرقية في حالة تطور متقدمة من الدراسة في القرون السابقة. تشمل الفلسفات المختلفة مثل الفلسفة الهندية والصينية والفارسية واليابانية والكورية.
بلغ العصر الذهبي الإسلامي ذروته في أواخر العصور الوسطى، وتوقف عند الغزوات المغولية في القرن الثالث عشر. أدت إعادة إنشاء ثلاث ممالك إسلامية كبرى بحلول القرن 16 (الدولة الصفوية والمغولية والعثمانية المذكورة أعلاه). أسس الصفويون الإسلام الشيعي الإثني عشري كدين رسمي لإيران، وبالتالي منح إيران هوية منفصلة عن جيرانها السنة.
بدأت الفترة الحديثة المبكرة من خلال الإصلاح البروتستانتي وانهيار وحدة الكنيسة الغربية في العصور الوسطى. لقد قيل إن لاهوت الكالفينية على وجه الخصوص كان ذا دور فعال في صعود الرأسمالية. كتب ماكس فيبر كتابًا مؤثرًا للغاية حول هذا يسمى الأخلاق البروتستانتية وروح الرأسمالية.
أما الإصلاح المضاد فترة إحياء كاثوليكي رداً على الإصلاح البروتستانتي في منتصف القرن 16 إلى منتصف القرن 17. كان الإصلاح المضاد جهدًا شاملاً شمل إصلاحات كنسية أو هيكلية بالإضافة إلى بُعد سياسي وحركات روحية. تضمنت تلك الإصلاحات تأسيس المعاهد الإكليريكية من أجل التدريب الملائم للكهنة في الحياة الروحية والتقاليد اللاهوتية للكنيسة، وإصلاح الحياة الدينية من خلال إعادة التنظيمات إلى أسسها الروحية والحركات الروحية الجديدة التي تركز على الحياة التعبدية والعلاقة الشخصية مع المسيح، مثل الصوفيون الإسبان والمدرسة الروحانية الفرنسية. كما تضمنت الأنشطة السياسية التي شملت محاكم التفتيش الرومانية.
كانت الرهبنة الدينية الجديدة جزءًا أساسيًا من هذا الاتجاه. رهبنة مثل الكبوشية والأورسلينية واليسوعيون التي عززت الأبرشيات الريفية وحسنت التقوى الشعبية وساعدت على كبح الفساد داخل الكنيسة وأعطت أمثلة من شأنها أن تكون حافزًا قويًا للتجديد الكاثوليكي.

### الثورة العلمية

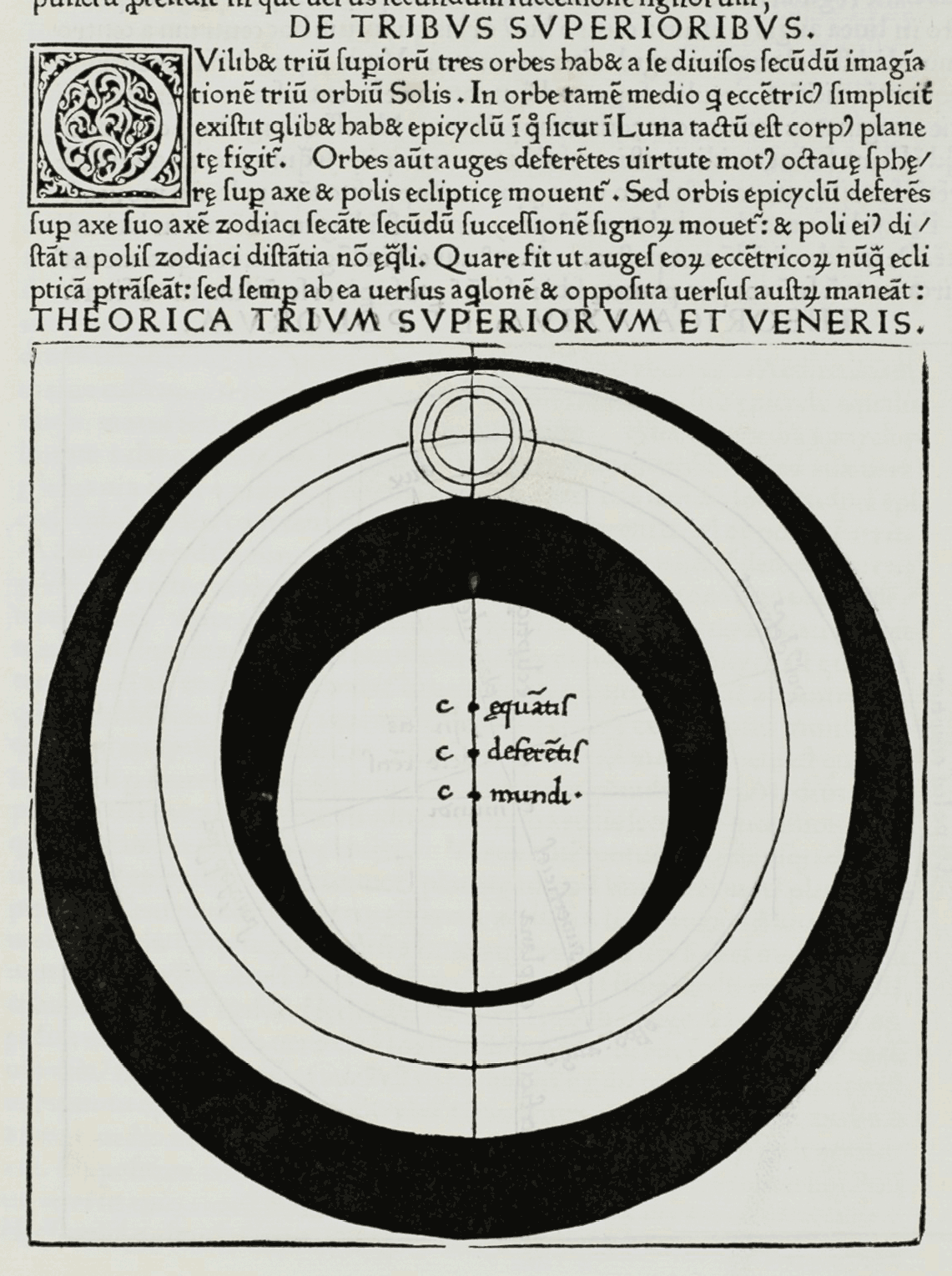
نموذج للكواكب الفائقة الثلاثة والزهرة من نظريات الكواكب الجديدة جورج فون بيورباخ.

بدأ الاختلاف الكبير في الاكتشاف العلمي والابتكار التكنولوجي والتنمية الاقتصادية في الحقبة الحديثة المبكرة حيث زادت وتيرة التغيير في الدول الغربية بقوة مقارنة ببقية العالم.
خلال الثورة العلمية في القرنين 16 و17، حلت التجريبية والعلوم الحديثة محل الأساليب القديمة لدراسة الطبيعة - طرق البحث الأوروبية التي احتوت بالساس قراءة نصوص الكتاب القدامى. في العصور القديمة كان الفلاسفة الطبيعيون يقومون بملاحظات الطبيعة وتوصلوا إلى تفسيرات، لكنهم لم يجروا تجارب لاختبار تلك التفسيرات، لأن خلق موقف مصطنع كان يعتبر طريقة غير صالحة لاكتشاف قواعد الطبيعة. تم تسجيل المنهج العلمي لاختبار الفرضيات لأول مرة في القرن العاشر من قبل ابن الهيثم، مما ألهم روجر بيكون لبدء التجارب في أوروبا القرن الثالث عشر. وفي زمن الثورة أدت تلك الأساليب إلى تراكم المعرفة التي قلبت الأفكار الموروثة من اليونان القديمة (في المقام الأول الفيزياء الأرسطية والتي تشمل المجالات الحديثة للفيزياء والكيمياء والبيولوجيا) عبر العصور الوسطى وعلماء المسلمين. تضمنت التغييرات الرئيسية في الثورة العلمية والقرن الثامن عشر ما يلي:
- استبدل نموذج مركزية الأرض القديم للنظام الشمسي (الكواكب التي تدور حول الأرض) بنموذج مركزية الشمس (الأرض والكواكب الأخرى تدور حول الشمس). يُعرف بالثورة الكوبيرنيكية، نشر نيكولاس كوبرنيكوس في سنة 1543 الكتاب في دورات الكواكب السماوية (حول ثورات المجالات السماوية والذي تأثر بمؤيد الدين العرضي واستند إلى ملاحظات فلكية مفصلة) غالبًا ما استخدم ذلك بأنه بداية الثورة العلمية. قاومت الكنيسة الكاثوليكية مركزية الشمس لأنها تتعارض مع الكتاب المقدس. سجنت محاكم التفتيش الكاثوليكية جاليليو جاليلي (يُطلق عليه أحيانًا «أبو العلم الحديث» لاكتشافاته التجريبية العديدة) لتعزيزه تلك النظرية.
- مسلحًا بملاحظات تفصيلية من تيخو براهي وجد يوهانس كبلر فكرة أن الكواكب تتحرك في أشكال بيضاوية بدلاً من أفلاك سماوية مثالية، ونشر قوانينه للحركة الكوكبية. فالفكرة الشائعة أن النجوم ثابتة على كرة كبيرة استبدلت بنظرية أنها شموس بعيدة. وبدأ علم الفلك والتنجيم بالانفصال إلى تخصصات مختلفة، باستخدام علم الفلك فقط باستخدام الأساليب العلمية. تحسنت تقنية التلسكوب بشكل كبير كما فعلت دراسة البصريات.
- ثبت أن قوانين أرسطو للحركة غير صحيحة، واستبدلت بقوانين نيوتن للحركة وقانون الجذب العام. غالبًا ما يُستخدم إصدار 1687 لكتاب إسحاق نيوتن المسمى الأصول الرياضية للفلسفة الطبيعية للإشارة إلى نهاية الثورة العلمية.
- بدأ إحياء المذهب الذري (أنكره أرسطو) وجسيمية في تقويض العناصر الكلاسيكية. تم وصف كل من المجرب الإسلامي في القرن الثامن جابر بن حيان والمجرب المسيحي روبرت بويل في القرن السابع عشر على أنهما مؤسسا الكيمياء الحديثة، وكلاهما عمل كيميائيين قبل فصل الحقول بوضوح. جادل بويل في نظرية الجسيمات في كتاب الكيميائي المتشكك سنة 1661، واكتشف قانون بويل للغازات. تم دحض نظرية فلوجستون من خلال الاكتشاف التجريبي قانون حفظ الكتلة، وهي من الاكتشافات التي جلبت الثورة الكيميائية. لم يبدأ اكتشاف العناصر الكيميائية الحديثة حتى القرن 19 في أواخر العصر الحديث تلاه تأكيد تجريبي للذرات.
- أخيرًا للتغلب على الصعوبات التي تواجه الجثث البشرية في إجراء التشريح، تم تحديث الأوصاف التشريحية لجالينوس في القرن الثاني من خلال نشر كتاب بنية جسم الإنسان لأندرياس فيزاليوس سنة 1543، والذي يعتبر مرجعًا أساسيًا للطب الحديث وعلم التشريح الحديث المبكر. كان كتاب التمارين التشريحية سنة 1628 الذي قام به ويليام هارفي بمثابة تقدم كبير في فهم نظام الدورة الدموية.
- بدأ مجال علم الأحياء الدقيقة باختراع المجهر، وأول من لاحظ الكائنات الحية الدقيقة كان أأنطوني فان ليفينهوك في عقد 1670، وربما كان أيضًا أثانيسيوس كيرتشر في عقد 1640. على الرغم من مقترح الكائنات الدقيقة (وهو صحيح) بأنها سبب للأمراض المعدية بمجرد اكتشافها، ولكن رفضت تلك النظرية بشكل عام. على الرغم من أن البحث العلمي قوض الأخلاط الأربعة في الطب، إلا أن نظرية ميازما ظلت سائدة طوال الفترة الحديثة المبكرة. لم تكن نظرية جرثومية المرض مقبولة على نطاق واسع حتى عقد 1880 أي أواخر العصر الحديث.
- أسس بيير فوشارد طب الأسنان العلمي الحديث.
- تم اختراع لقاح الجدري في عقد 1770 وشاعه إدوارد جينر في عقد 1790، مع أنه أنه لم يكن واضحًا في ذلك الوقت كيف يعمل.
- نشر كارل لينيوس أول علم التصنيف الحديث في 1735 ليحل محل سلسلة الوجود العظيمة لأرسطو. واستخدم التسمية الثنائية في المنشورات كلا من غاسبار بوهان في 1622 ولينيوس في 1753.
- ظلت النظرية القديمة للتولد الذاتي هي السائدة طوال الفترة الحديثة المبكرة، لكن احتوى تاريخ الفكر التطوري بعض الذين شككوا في أكثر أشكال هذه العقيدة صرامة. روج جورج دي بوفون لفكرة الأصل المشترك الجزئي. لم يتم التعبير عن التطور بشكل كامل وقبوله حتى القرن التاسع عشر.
- بدأت الجيولوجيا الحديثة تتشكل بشكل رئيسي في القرنين الثامن عشر والتاسع عشر. وفي بدايتها اقترح نيكولاس ستينو قانون التراكب في سنة 1669 وبدأ العديد من الكتاب في تاريخ الجيولوجيا بالتشكيك في الفكرة المستمدة من الكتاب المقدس المسيحي بأن عمر الأرض حوالي 6000 عام فقط ولم يتغير نسبيًا بمرور الوقت. غالبًا ما يُعتبر ستينو وجيمس هوتون مؤسسي المجال الحديث. أصبحت دراسة الحفريات وأنواع الصخور منهجية.
- شملت التطورات المبكرة لتاريخ الكهرومغنطيسية في تلك الحقبة بالتحفيز التدريجي للعلاقة بين الكهرباء والمغناطيسية والبرق. تطوير المولد الكهروستاتيكي وجرة ليدن للتخزين؛ واكتشاف مغناطيسية الحديد، كهربائية وغير الكهربائية (الموصلات والعوازل). تم تطوير نظرية الموائع للكهرباء القديمة لشرح الظواهر الكهربائية من حيث السوائل الزجاجية والراتنجية (تم التعرف عليها لاحقًا على أنها شحنات كهربائية موجبة وسالبة). ولدت الكيمياء الكهربية مع اكتشاف الكهرباء الفولتية (التي ستوفر مصدرًا للطاقة للتجارب اللاحقة) والكهرباء الحرارية. وفي سنة 1784 وصف قانون كولوم رياضيًا قوة الجذب الكهربائي. يُطلق على اكتشاف أن الكهرباء يمكن أن تسبب تقلص العضلات اسم الكهرباء الجلفانية.

في العلوم الاجتماعية الجديدة:
- ظهر مجال علم اللسانيات التاريخي أواخر القرن 18 بعد أن اكتشف عالم اللغة ويليام جونز الأصل المشترك لما يسمى الآن باللغات الهندية الأوروبية.
- ظهرت مجالات علم الإنسان وعلم مستحاثات البشر في القرن 18، لكن الكثير من الأنثروبولوجيا الحديثة المبكرة تعتبر الآن عنصرية علمية.
- يعتبر الكتاب المتعدد الإصدارات لسنة 1776 ثروة الأمم لآدم سميث هو النص التأسيسي للاقتصاد الكلاسيكي.

سوف يتسارع الاكتشاف العلمي في أواخر العصر الحديث، واستمر إلى اليوم.

### التقنية
تضمنت اختراعات الفترة الحديثة المبكرة حوض السفن العائم وبرج الرفع والصحف والقنابل المقذوفة ومانعة الصواعق والنظارات الثنائية وموقد فرانكلين. وتعثرت المحاولات الأولى لصنع تلغراف كهربائي عملي لأن الكهرباء الساكنة كانت المصدر الوحيد المتاح.

### التنوير والعقل

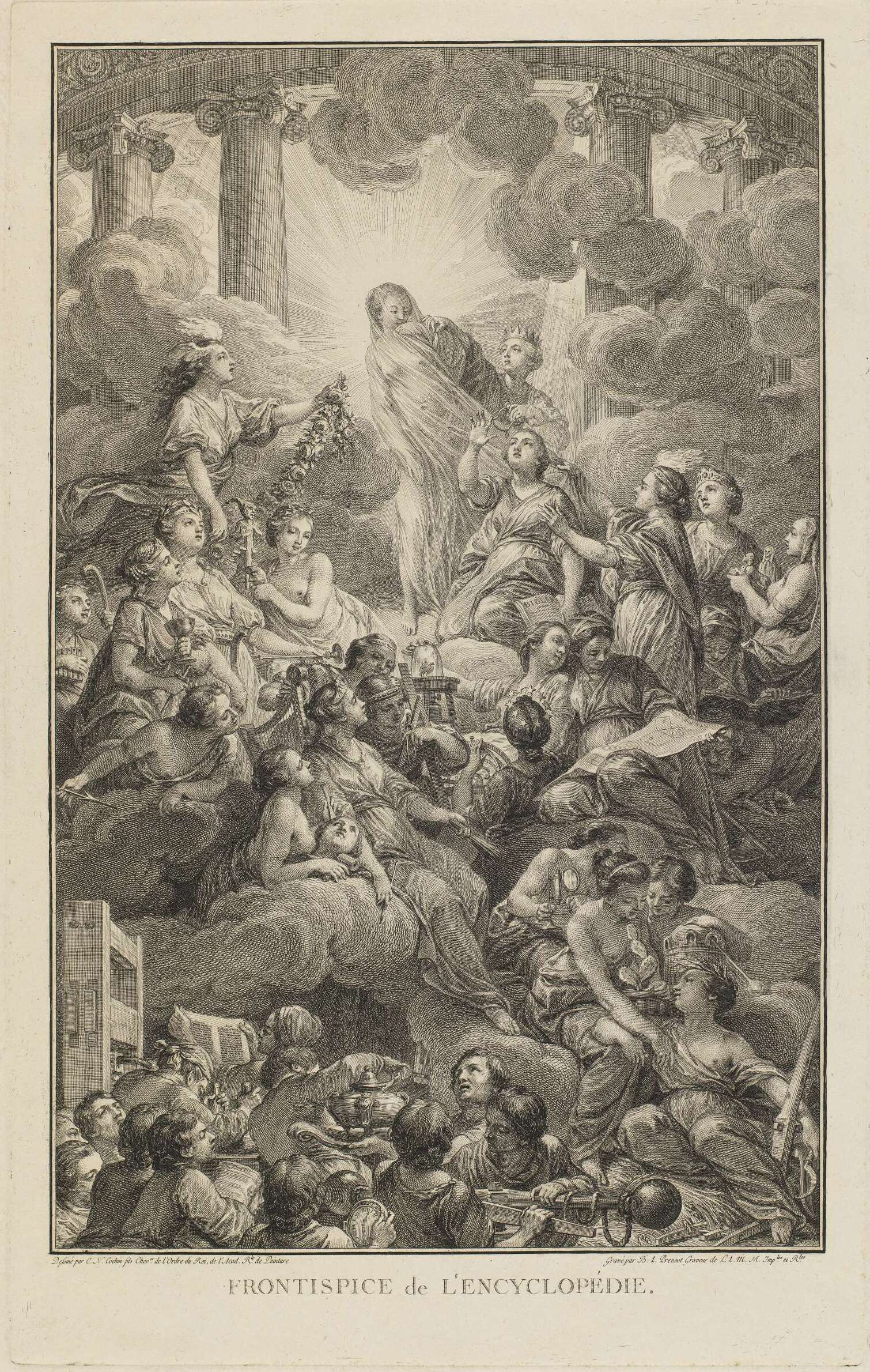
«إذا كان هناك شيء تعرفه فأبلغه. وإذا كان هناك شيء لا تعرفه، فابحث عنه.» نقش من طبعة 1772 من الإنسيكلوبيدي؛ الحقيقة (في الوسط) محاطة بالنور وتكشف عنها الأشكال الموجودة على اليمين، الفلسفة والعقل

يُطلق على عصر التنوير اسم عصر العقل لأنه مثل تغييرًا عن تقليد القرون الوسطى لمدرسة الفلسفة القائمة على العقيدة المسيحية والنهج الغامض في كثير من الأحيان لفلسفة عصر النهضة. بدلاً من ذلك أصبح العقل المصدر المركزي للمعرفة، وبدأ عصر الفلسفة الحديثة وخاصة في الفلسفة الغربية. من صنف تلك الفترة في أوروبا هم بناة النظام العظماء والفلاسفة الذين قدموا أنظمة موحدة لنظرية المعرفة وما وراء الطبيعة والمنطق والأخلاق بالإضافة إلى السياسة والعلوم الفيزيائية.
غالبًا ما يُطلق على فلسفة القرن السابع عشر اسم عصر العقلانية، ويُنظر إليها بأنها لاحقة لفلسفة عصر النهضة وسابقة لعصر التنوير، لكن البعض يعتبرها الجزء الأول من عصر التنوير في الفلسفة، وامتدت تلك الحقبة إلى قرنين من الزمان. وشمل هذا العصر كتاب إسحاق نيوتن Principia وكتاب رينيه ديكارت «أنا أفكر إذن أنا موجود» (1637). شهد القرن الثامن عشر بداية العلمنة في أوروبا، وارتفعت إلى مستوى ملحوظ في أعقاب الثورة الفرنسية.
صنف إيمانويل كانت أسلافه إلى مدرستين: العقلانية والتجريبية، وأهم ثلاثة عقلانيين رئيسيين هم رينيه ديكارت وباروخ سبينوزا وغوتفريد لايبنتس.
أسس روجر ويليامز مزارع بروفيدنس في نيو إنجلاند على أساس مبدأ الفصل بين الكنيسة والدولة بعد أن نفاه المتشددون من مستعمرة خليج ماساتشوستس. بدأ عصر التنوير في جامعة هارفارد سنة 1646. وقد تم إحراز تقدم كبير نحو العلم الحديث في منتصف القرن 17، وأبرزها نظرية الجاذبية لإسحاق نيوتن (1643-1727). كان نيوتن وسبينوزا وجون لوك (1632-1704) وبيير بايل (1647-1706) فلاسفة أطلقوا أفكارًا لتعزيز التنوير.
توجت ثقافة الصالون الفرنسي بأكبر منشورات عصر التنوير: «الموسوعة العظيمة» (1751-1772) التي حررها دنيس ديدرو (1713-1784) بمساهمات من مئات الفلاسفة البارزين (المثقفين) مثل فولتير (1694-1778) ومونتسكيو (1689-1755). هز صراع بين القدماء والمعاصرين الأكاديمية الفرنسية في عقد 1690، وتخطت الاكتشافات الجديدة الحكمة اليونانية والرومانية. واستقبل فريدريك العظيم ملك بروسيا التنوير الفرنسي في ألمانيا، مما أدى إلى ازدهار الفلسفة الألمانية التي مثلها في المقام الأول إيمانويل كانت. فكان للتطورات الفرنسية والألمانية تأثير إضافي في الفلسفة الاسكتلندية والروسية والإسبانية والبولندية.
ازدهر عصر التنوير حتى حوالي 1790-1800 وبعد ذلك أفسح التركيز على العقل الطريق لتأكيد الرومانسية على العاطفة واكتسب التنوير المضاد قوة.

### فلسفة إنسانية
مع اعتماد الطباعة على نطاق واسع بعد 1500 انتشرت ثقافة النهضة الإيطالية شمالًا إلى فرنسا وألمانيا وهولندا وإنجلترا حيث أصبحت مرتبطة بالإصلاح البروتستانتي.
خلال عصر التنوير انتشرت حركة النهضة الإنسانية الفكرية في جميع أنحاء أوروبا. كان التدريب الأساسي للإنساني هو التحدث والكتابة بشكل جيد (عادة في شكل خطاب).أتى مصطلح الإنسانية في أواخر القرن 15. ارتبط الناس بالدراسات الإنسانية، وهو منهج جديد تنافس مع التعاليم والمنطق التقليدي.
في فرنسا طبق الإنساني البارز غيوم بودي (1467-1540) الأساليب اللغوية للإنسانية الإيطالية لدراسة العملات العتيقة والتاريخ القانوني، مؤلفًا تعليقًا تفصيليًا على قانون جستنيان. على الرغم من أنه من موالي الملكية (وليس جمهوريًا مثل علماء الإنسانية الإيطاليين الأوائل)، إلا أن بودي كان نشطًا في الحياة المدنية، حيث عمل كدبلوماسي لفرانسوا الأول وساعد في تأسيس كلية الثقافة الملكية (بالفرنسية: Collège des Lecteurs Royaux)‏ (لاحقًا كلية فرنسا). وفي تلك الأثناء قامت مارغريت دي نافاري أخت فرانسيس الأول وهي نفسها شاعرة وروائية ومتصوفة دينية وجمعت حولها دائرة محمية من الشعراء والكتاب العاميين، مثل كليمان مارو وبيير دي رونسار وفرانسوا رابليه.

## الموت في العصر الحديث المبكر

### معدل الوفيات
في الحقبة الحديثة المبكرة، كانت البيانات العالمية الشاملة والدقيقة حول معدلات الوفيات محدودة لعدد من الأسباب كالاختلاف في الممارسات الطبية ووجهات النظر حول الموتى. ومع ذلك لا تزال بعض الدول الأوروبية تحتفظ ببيانات بها معلومات قيمة عن معدل وفيات الرضع في تلك الحقبة. في كتابه الحياة تحت الضغط: الوفيات ومستويات المعيشة في أوروبا وآسيا 1700-1900 قدم تومي بنجسون معلومات وافية حول بيانات معدلات وفيات الرضع في أوروبا بالإضافة إلى توفير القرائن الضرورية المؤثرة على معدلات الوفيات تلك.
أما معدل وفيات الرضع الأوروبية: فقد كانت وفيات الرضع مصدر قلق خلال تلك الحقبة، لأن العديد من المواليد لم يصلوا مرحلة الطفولة. ووفر بنجستون بيانات مقارنة حول معدلات وفيات الرضع في مجموعة متنوعة من البلدات والمدن والمناطق والبلدان الأوروبية بدءًا من منتصف القرن السابع عشر وحتى القرن التاسع عشر. يتم قياس هذه الإحصائيات لوفيات الرضع خلال الشهر الأول من كل 1000 ولادة في منطقة معينة.
على سبيل المثال: كان متوسط معدل وفيات المواليد فيما يعرف الآن بألمانيا 108 وفاة رضيع لكل 1000 ولادة. وفي بافاريا، تم الإبلاغ عن 140-190 حالة وفاة بين الرضع لكل 1000 ولادة. وفي فرنسا أبلغت بوفيه عن وفاة 140-160 رضيعًا لكل 1000 طفل مولود. وما يعرف الآن بإيطاليا بلغ متوسط عدد الوفيات في البندقية 134 لكل 1000 ولادة. وفي جنيف يموت 80-110 رضيعًا من كل 1000 مولود. وفي السويد يموت 70-95 رضيعًا لكل 1000 ولادة في لينشوبينغ، وتوفي 48 رضيعًا لكل 1000 ولادة في سوندسفال، وتوفي 41 رضيعًا لكل 1000 ولادة في فاستانفورس.
ومن أسباب وفيات الرضع؛ كتب بينجستون أن الظروف المناخية كانت العامل الأكثر أهمية في تحديد معدلات وفيات الرضع: «بالنسبة للفترة من الولادة وحتى عيد الميلاد الخامس، من الواضح أن [المناخ] هو أهم عامل محدد للوفاة». أثبتت فصول الشتاء أنها قاسية على العائلات وحديثي الولادة، خاصة إذا كانت المواسم الأخرى من العام أكثر دفئًا. كان هذا الانخفاض الموسمي في درجة الحرارة كثيرًا بالنسبة لجسم الرضيع للتكيف معه.
فمثلا: تعد إيطاليا موطنًا لمناخ دافئ جدًا في الصيف، ولكن درجة الحرارة تنخفض بقوة في الشتاء. يضفي هذا مزيدًا من السياق على كتابة بنجستون أن «ذروة الشتاء [الإيطالية] كانت الأشد قسوة: خلال الأيام العشرة الأولى من حياة المولود، فهو أكثر بأربعة أضعاف عرضة للوفاة مما عليه في الصيف». وذكر أيضًا بأن هذا الاتجاه موجودًا بين المدن في أجزاء مختلفة من إيطاليا وأوروبا على الرغم من أن المدن عملت في ظروف اقتصادية وزراعية مختلفة. واستنتج بنجستون إلى ما قد يكون سببًا في ارتفاع معدلات وفيات الرضع خلال فصل الشتاء: «إن التأثير الوقائي القوي لفصل الصيف لوفيات الأطفال حديثي الولادة يقودنا إلى افتراض أنه في كثير من الحالات ، قد يكون ذلك بسبب عدم كفاية أنظمة التدفئة في المنازل أو تعرض المولود للبرد أثناء مراسم التعميد. يمكن أن تفسر هذه الفرضية الأخيرة سبب قوة التأثير في إيطاليا».

### عقوبة الإعدام
في الحقبة الحديثة المبكرة، تغيرت آراء العديد من المجتمعات حول الموت. ومع تطبيق تقنيات التعذيب الجديدة وزيادة عمليات الإعدام العلنية، بدأ الناس في إعطاء قيمة أكبر لحياتهم وأجسادهم بعد الموت. إلى جانب الآراء حول الموت، تغيرت أيضًا طرق الإعدام. تم اختراع أجهزة جديدة لتعذيب المجرمين وإعدامهم. فزاد عدد المجرمين الذين أعدموا بالشنق، كما زاد المعدل الإجمالي لعمليات الإعدام في الحقبة الحديثة المبكرة.

## نهاية الحقبة الحديثة المبكرة

الحرية تقود الشعب (1830) لديلاكروا. ألهمت الثورة الفرنسية موجة من الثورات في جميع أنحاء أوروبا. كانت الليبرالية والقومية من الأفكار الشائعة التي تحدت الملكيات المطلقة في القرن التاسع عشر.

عادة ما ترتبط نهاية الحقبة الحديثة المبكرة ببداية الثورة الصناعية في بريطانيا حوالي سنة 1750، لكنها قامت بتغييرات جوهرية في العديد من الدول الأوروبية بدءًا من سنة 1800. وقد اندلع عصر الثورات مع نهاية تلك الحقبة واستمر حتى أواخر العصر الحديث، مما يدل على تراجع الحكم المطلق في أوروبا. وفي نهاية الحقبة خرجت معاهدة باريس الثانية التي أنهت الثورة الأمريكية، ثم الثورة الفرنسية سنة 1789، والحروب النابليونية. وشهد مؤتمر فيينا في 1815 نهاية الاضطرابات السياسية والحرب المتكررة في تلك الحقبة، مع ظهور مفاهيم جديدة للقومية وإعادة تنظيم القوات العسكرية. وتعد سنة 1815 هي آخر سنة يُحسب على أنه نهاية الحقبة الحديثة المبكرة.

### الثورات الفرنسية
وخلال المرحلتين الوسطى ثم الأخيرة من عصر الثورات، صنعت الثورات السياسية والاجتماعية والتغيير الجذري في فرنسا تحولًا في هيكل الحكومة الفرنسية. كانت في السابق ملكية مطلقة بامتيازات إقطاعية للأرستقراطية ورجال الدين الكاثوليك. ولكنها أصبحت الآن تستند إلى مبادئ التنوير الخاصة بالمواطنة والحقوق غير القابلة للتصرف. أدت الثورة الأولى إلى حكومة شكلتها الجمعية الوطنية، والثانية من المجلس التشريعي، والثالثة شكلتها حكومة الإدارة.
رافقت تلك التغييرات اضطرابات عنيفة، شملت محاكمة وإعدام لويس السادس عشر، وسفك للدماء وقمع في عهد الإرهاب، وحروب الثورة الفرنسية التي شاركت فيها جميع القوى الأوروبية الكبرى. وشملت الأحداث اللاحقة التي يمكن أن نلحقها بالثورة مثل الحروب النابليونية، ومحاولتين منفصلتين لاستعادة النظام الملكي، وثورتان إضافيتان مع تبلور فرنسا الحديثة. وفي القرن التالي انتقلت فرنسا في مراحلها التالية إلى جمهورية وملكية دستورية وإمبراطوريتين مختلفتين.